# Relaciones Bolivia-Perú
Las relaciones Bolivia-Perú se refiere a la relaciones bilaterales entre el Estado Plurinacional de Bolivia y la República de Perú en el ámbito diplomático, económico, comercial, político, cultural, migratorio entre otros, establecidas desde el 24 de junio de 1826. Ambas naciones se encuentran ubicadas en la parte occidental de Sudamérica y comparten una larga frontera terrestre de 1 047 kilómetros de longitud. Además, ambos países son miembros de la Comunidad Andina (CAN) y la Unión de Naciones Suramericanas (UNASUR).

## Historia

### Imperios incaico y español
Bolivia y Perú comparten una larga historia común a partir del incanato, el territorio occidental de Bolivia era administrado bajo el liderazgo de Cuzco, capital del Imperio Inca, con el nombre de Collasuyo. En el siglo XVI, los territorios de Bolivia y Perú pertenecieron al Imperio español, administrados por la entidad territorial denominada Virreinato del Perú bajo el liderazgo de Lima, capital del Virreinato Peruano. Luego, la Provincia de Charcas (actual Bolivia) pasó a ser parte del Virreinato del Río de la Plata por 34 años (1776-1810) y fue renombrada como Alto Perú.

### Guerra de Independencia
Durante la Guerra de la Independencia, el virrey Abascal decretó la anexión de Perú y el Alto Perú.

### Guerra entre Perú y Bolivia
En el año 1828 ocurrió el primer enfrentamiento bélico entre Perú y Bolivia, con victoria peruana y posterior expulsión de tropas gran colombianas, el ejército peruano recibió apoyo de una facción del ejército boliviano.

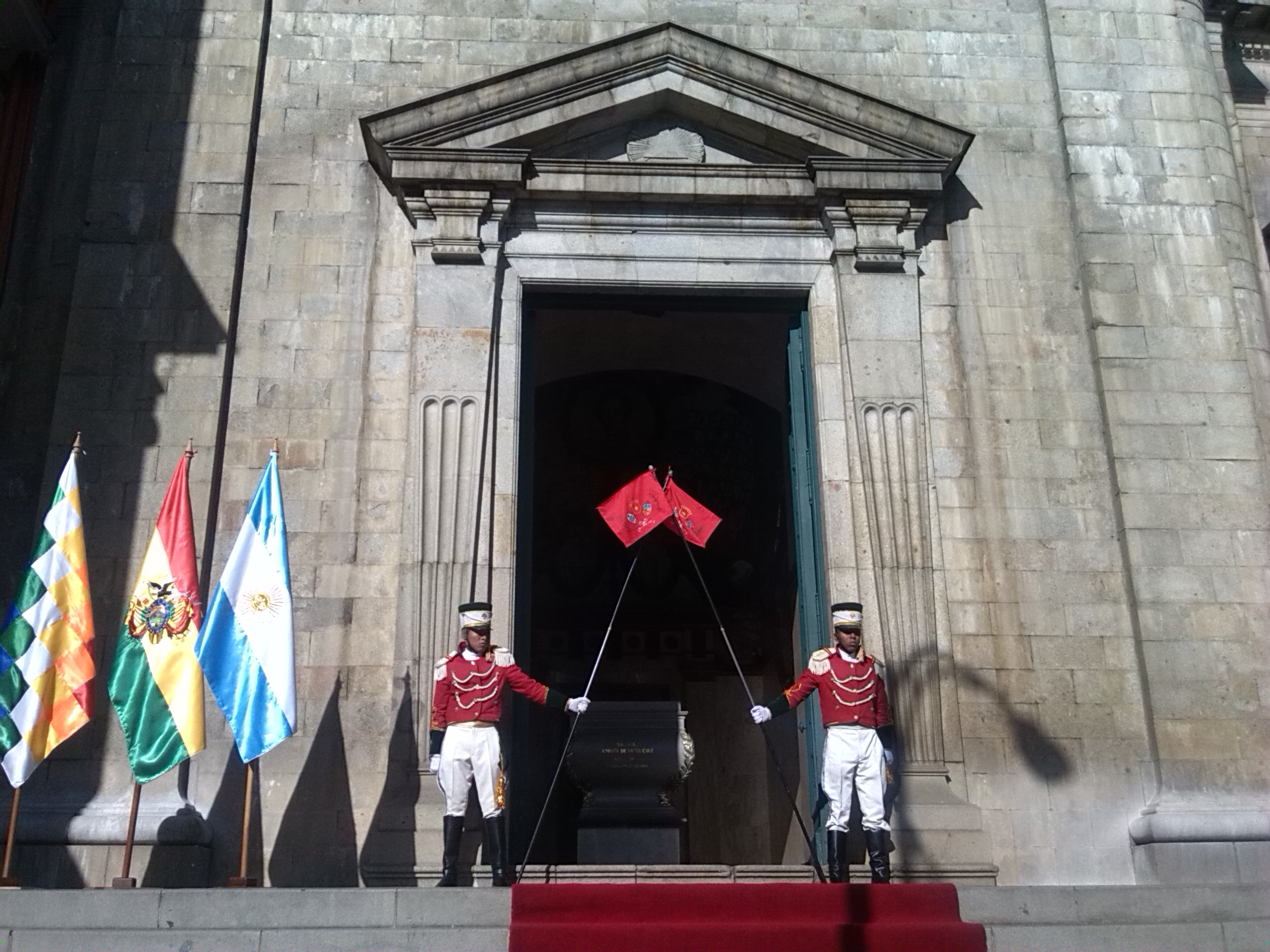
Vista de la Catedral Metropolitana ubicada en pleno centro histórico de la ciudad de La Paz que actualmente alberga la tumba donde descansan los restos mortales del Gran Mariscal de Zepita Andrés de Santa Cruz y Calahumana, los cuales fueron repatriados desde Francia hasta Bolivia (después de 100 años de su muerte ocurrida en 1865), siendo en la actualidad celosamente custodiado y vigilado durante todos los días por una "Guardia de Honor" desde 1965, compuesta por soldados del Ejército de Bolivia que al igual que el Gobierno de Bolivia también le rinden el respectivo reconocimiento y homenaje oficial, portando la bandera de la Confederación Perú-Boliviana.

### Unión territorial entre Perú y Bolivia
El 9 de mayo de 1836 se constituyó la Confederación Perú-Boliviana; sin embargo, el 25 de agosto de 1839 se declaró su disolución.

### Guerra entre Perú y Bolivia
Entre los años 1841 y 1842 ocurrió el segundo enfrentamiento bélico entre Perú y Bolivia, con resultado neutro, empezó con la invasión peruana en territorio occidental boliviano y culminó con la invasión boliviana en territorio del sur peruano.

### Guerra del Pacífico
Entre 1879 y 1883 ocurrió la Guerra del Pacífico que involucró a Bolivia y Perú contra Chile. Resultado victoria chilena con perdida territorial en Bolivia y Perú. 

### Historia reciente
En 1992 se suscribe un convenio en el cual Perú le otorgó a Bolivia una franja costera en Ilo para uso industrial y económico.
El 23 de junio de 2015, se estableció en Puno el primer gabinete binacional entre Bolivia y Perú.
En el 2018 se inauguró en el Centro Binacional de Atención en Frontera (CEBAF) en Desaguadero, Perú.

## Relaciones económicas
Bolivia y Perú forman parte de la Zona Andina de Libre Comercio de la Comunidad Andina, que permite la libre circulación de mercancías.

## Misiones diplomáticas

### De Bolivia en Perú

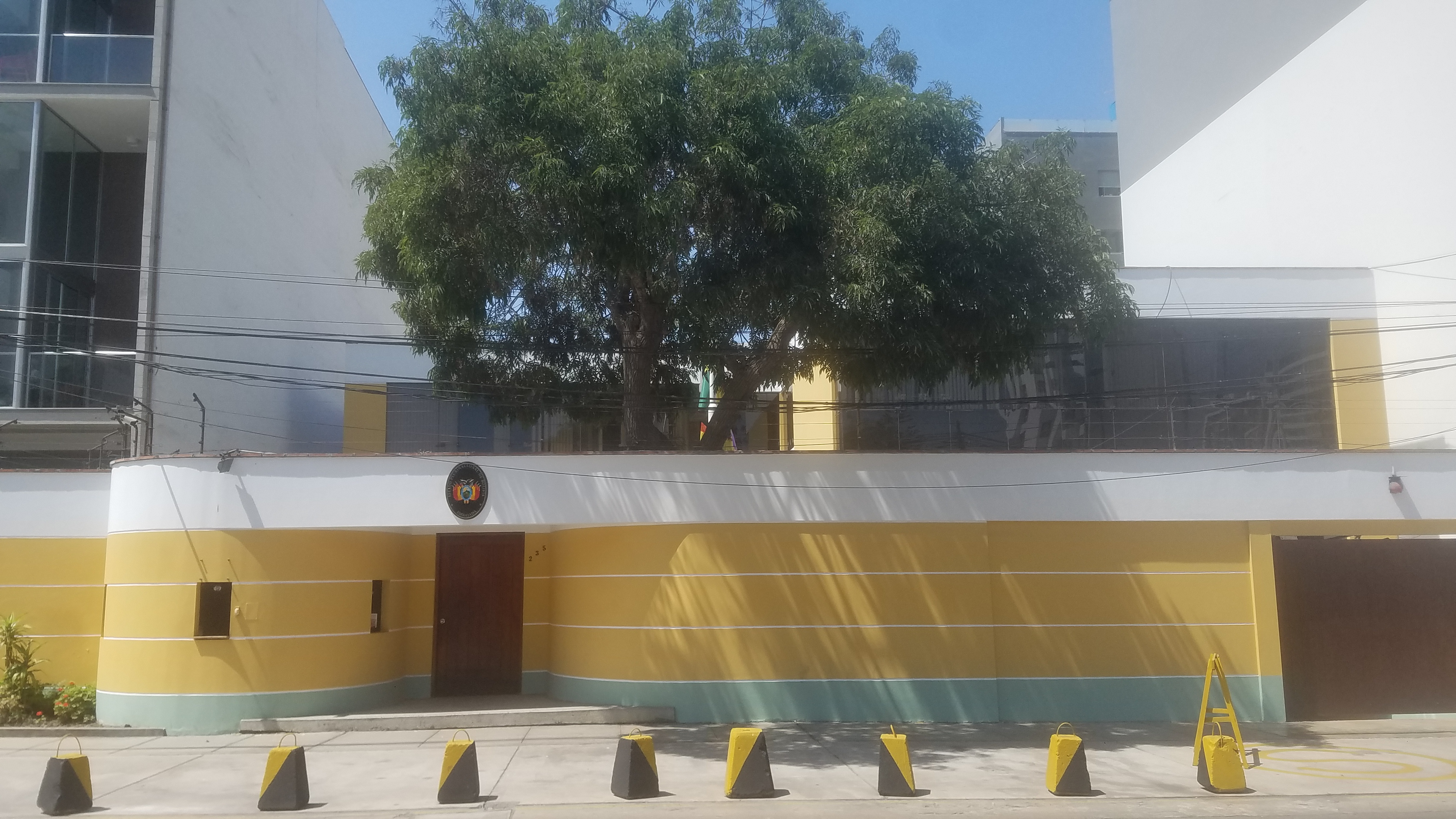
Embajada de Bolivia en Lima

Bolivia tiene una embajada y cinco consulados en cinco diferentes Departamentos del Perú.
| Misiones Diplomáticas de Bolivia en Perú | Misiones Diplomáticas de Bolivia en Perú | Misiones Diplomáticas de Bolivia en Perú | Misiones Diplomáticas de Bolivia en Perú |
| N.º                                      | Representación                           | Ciudad                                   | Departamento de                          |
| ---------------------------------------- | ---------------------------------------- | ---------------------------------------- | ---------------------------------------- |
| 1°                                       | Embajada                                 | Lima                                     | Lima                                     |
| 2°                                       | Consulado General                        | Lima                                     | Lima                                     |
| 3°                                       | Consulado                                | Cusco                                    | Cuzco                                    |
| 4°                                       | Consulado                                | Ilo                                      | Moquegua                                 |
| 5°                                       | Consulado                                | Puno                                     | Puno                                     |
| 6°                                       | Consulado                                | Tacna                                    | Tacna                                    |

### De Perú en Bolivia

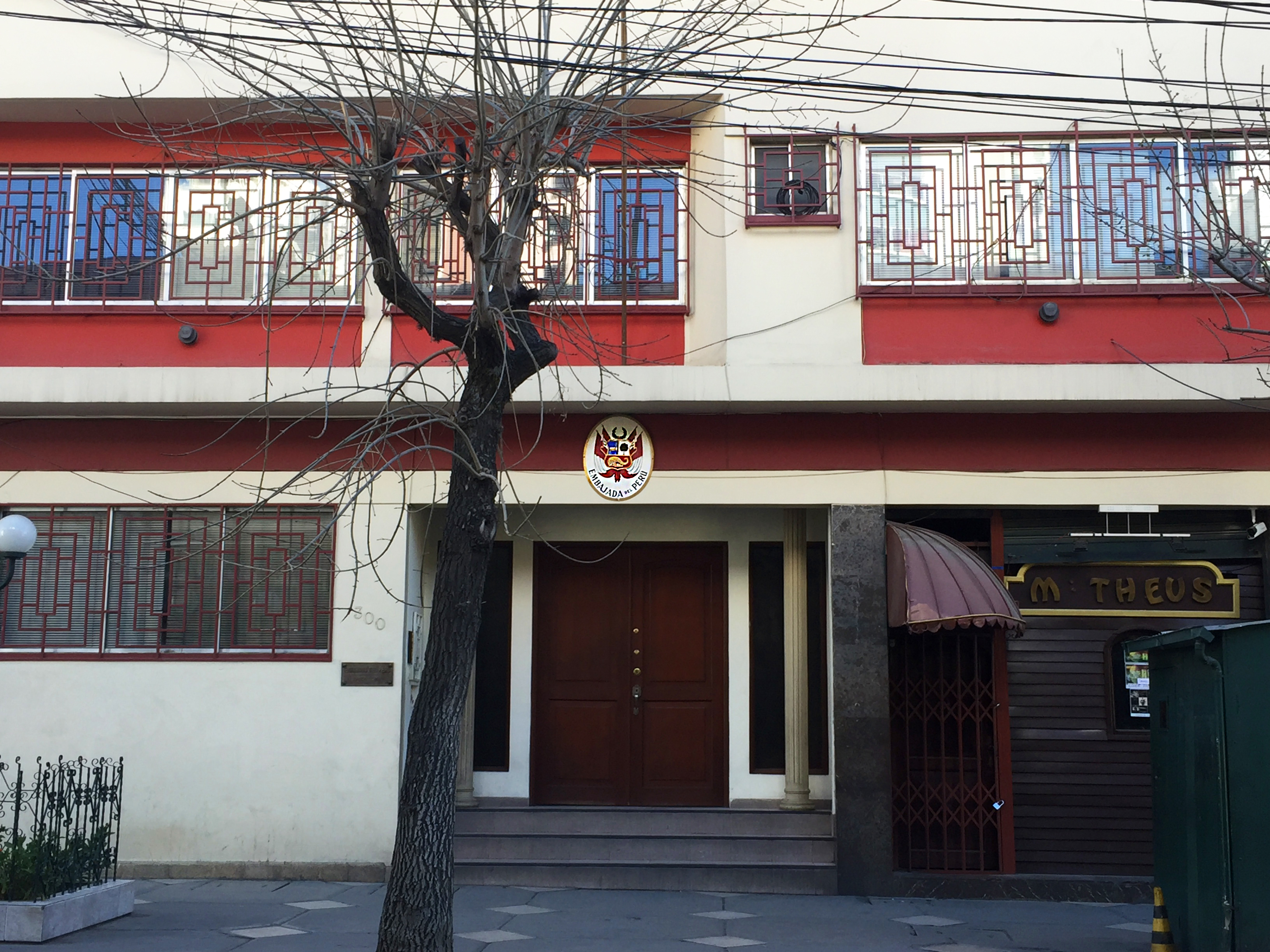
Embajada del Perú en La Paz

A su vez, Perú también ha logrado abrir una embajada y cinco consulados en tres diferentes Departamentos de Bolivia.
| Misiones Diplomáticas de Perú en Bolivia | Misiones Diplomáticas de Perú en Bolivia | Misiones Diplomáticas de Perú en Bolivia | Misiones Diplomáticas de Perú en Bolivia |
| N.º                                      | Representación                           | Ciudad                                   | Departamento de                          |
| ---------------------------------------- | ---------------------------------------- | ---------------------------------------- | ---------------------------------------- |
| 1°                                       | Embajada                                 | La Paz                                   | La Paz                                   |
| 2°                                       | Consulado General                        | La Paz                                   | La Paz                                   |
| 3°                                       | Consulado General                        | Cochabamba                               | Cochabamba                               |
| 4°                                       | Consulado General                        | Santa Cruz de la Sierra                  | Santa Cruz                               |

## Visitas de alto nivel
Visitas presidenciales de Bolivia a Perú
- Presidente Luis Arce (2022)[11]

Visitas presidenciales del Perú a Bolivia
- Presidente Pedro Castillo (2021)[12]

## Embajadores

### Embajadores de Bolivia en Perú
| Embajadores Bolivianos en Perú          | Designado por el Presidente de Bolivia | Período como Embajador o Embajadora          | Referencias          |
| --------------------------------------- | -------------------------------------- | -------------------------------------------- | -------------------- |
| Ñuflo Chávez Ortiz † (1923-1996)        | Víctor Paz Estenssoro                  | 6 de enero de 1986 - 6 de agosto de 1986     |                      |
| Oscar Sandóval Morón (1946-)            | René Barrientos                        | 1966 6 de agosto de 1966}}                   |                      |
| Adalberto Violand Alcázar † (1918-2005) | Jaime Paz Zamora                       | 28 de agosto de 1989 - 6 de agosto de 1993   |                      |
| Jorge Gumucio Granier † (1940-2020)     | Gonzalo Sánchez de Lozada              | 6 de junio de 1994 - 3 de junio de 2000      | [ 13 ] [ 14 ] [ 15 ] |
| Franz Ondarza Linares † (1935-2014)     | Hugo Banzer Suárez                     | 3 de junio de 2000 - 10 de diciembre de 2002 | [ 16 ]               |
| Eloy Ávila Alberdi (1929-)              | Gonzalo Sánchez de Lozada              | 10 de diciembre de 2002 - 8 de junio de 2006 | [ 17 ] [ 18 ] [ 19 ] |
| Franz Solano Chuquimia (†)              | Evo Morales Ayma                       | 8 de junio de 2006 - 1 de julio de 2011      | [ 20 ]               |
| Jorge Ledezma Cornejo (1963-)           | Evo Morales Ayma                       | 1 de julio de 2011 - 18 de julio de 2014     | [ 21 ] [ 22 ]        |
| Gustavo Rodríguez Ostria † (1952-2020)  | Evo Morales Ayma                       | 18 de julio de 2014 - 1 de marzo de 2020     | [ 23 ] [ 24 ]        |
| Luis Fernando Peredo Rojas (encargado)  | Jeanine Añez Chávez                    | 1 de marzo de 2020 - 4 de febrero de 2021    | [ 25 ] [ 26 ]        |
| Carlos Aparicio Vedia (1982-)           | Luis Arce Catacora                     | 4 de febrero de 2021 - Actualidad            | [ 25 ] [ 26 ]        |

#### Cónsules de Bolivia en Puno
| Cónsules Bolivianos en Puno | Designado por el Canciller de Bolivia | Período como Embajador o Embajadora               | Referencias |
| --------------------------- | ------------------------------------- | ------------------------------------------------- | ----------- |
| Eloy Poma Machaca           | David Choquehuanca                    | 28 de abril de 2010 - 31 de marzo de 2014         | [ 27 ]      |
| Gladys Quispe Nina          | David Choquehuanca                    | 28 de noviembre de 2015 - 25 de noviembre de 2019 | [ 28 ]      |
| Felipa Huanca Llupanqui     | Rogelio Mayta Mayta                   | 15 de abril de 2021 - Actualidad                  | [ 29 ]      |

#### Cónsules de Bolivia en Cusco
| Cónsules Bolivianos en Cusco   | Designado por el Canciller de Bolivia | Período como Embajador o Embajadora            | Referencias |
| ------------------------------ | ------------------------------------- | ---------------------------------------------- | ----------- |
| Jorge Joaquín Hurtado Cárdenas | David Choquehuanca                    | 13 de julio de 2016 - 25 de noviembre de 2019  | [ 30 ]      |
| Milton Navarro Mamani          | Karen Longaric                        | 6 de octubre de 2020 - 10 de diciembre de 2020 |             |

#### Cónsules de Bolivia en Ilo
| Cónsules Bolivianos en Ilo | Designado por el Canciller de Bolivia | Período como Embajador o Embajadora        | Referencias |
| -------------------------- | ------------------------------------- | ------------------------------------------ | ----------- |
| Félix Sánchez Veizaga      | David Choquehuanca                    | 10 de junio de 2011 - 20 de agosto de 2014 | [ 31 ]      |
| Neddy Etman Choque Flores  | David Choquehuanca                    | 10 de junio de 2015 - 28 de abril de 2017  | [ 32 ]      |
| David Herrada Delgadillo   | Fernando Huanacuni                    | 28 de abril de 2017 - 30 de junio de 2020  | [ 29 ]      |
| Oscar Lazcano Arce         | Karen Longaric                        | 16 de octubre de 2020 - Actualidad         | [ 33 ]      |

#### Cónsules de Bolivia en Tacna
| Cónsules Bolivianos en Tacna  | Designado por el Canciller de Bolivia | Período como Embajador o Embajadora           | Referencias          |
| ----------------------------- | ------------------------------------- | --------------------------------------------- | -------------------- |
| Sandro Choque Ramírez         | David Choquehuanca                    | 10 de marzo de 2007 - 30 de diciembre de 2008 | [ 34 ] [ 35 ] [ 36 ] |
| Juan José Rojas Orellana      | David Choquehuanca                    | 3 de noviembre de 2009 - 30 de abril de 2012  | [ 37 ]               |
| Carlos Burgoa Moya            | David Choquehuanca                    | 30 de abril de 2012 - 28 de mayo de 2015      | [ 32 ]               |
| Diego Ariel Rodríguez Camacho | David Choquehuanca                    | 11 de junio de 2015 - 10 de julio de 2020     | [ 38 ]               |
| Jorge Danton Terán Peñaranda  | Rogelio Mayta Mayta                   | 16 de marzo de 2021 - Actualidad              | [ 39 ]               |

### Embajadores de Perú en Bolivia
| Embajadores Peruanos en Bolivia | Designado por el Presidente de Perú | Período como Embajador o Embajadora             | Referencias                 |
| ------------------------------- | ----------------------------------- | ----------------------------------------------- | --------------------------- |
| Óscar Maúrtua de Romaña         | Alan García Pérez                   | 10 de enero de 1988 - 10 de enero de 1993       |                             |
| Harry Belevan-McBride           | Alberto Fujimori Inomoto            | 10 de enero de 1997 - 14 de diciembre de 2001   | [ 40 ]                      |
| Hernán Couturier Mariátegui     | Alejandro Toledo Manrique           | 14 de diciembre de 2001 - 20 de mayo de 2004    | [ 41 ]                      |
| Luzmila Sanabria Ishikawa       | Alejandro Toledo Manrique           | 20 de mayo de 2004 - 11 de abril de 2006        | [ 42 ]                      |
| Julio Fernando Rojas Samanez    | Alejandro Toledo Manrique           | 11 de abril de 2006 - 17 de febrero de 2010     | [ 43 ] [ 44 ] [ 45 ]        |
| Manuel Rodríguez Cuadros        | Alan García Pérez                   | 17 de febrero de 2010 - 15 de diciembre de 2010 | [ 46 ] [ 47 ] [ 48 ] [ 49 ] |
| Silvia Alfaro Espinosa          | Alan García Pérez                   | 25 de marzo de 2011 - 1 de noviembre de 2014    | [ 50 ] [ 51 ]               |
| Luis Benjamin Chimoy Álvarez    | Ollanta Humala Tasso                | 13 de enero de 2015 - 5 de enero de 2017        | [ 52 ] [ 53 ] [ 54 ] [ 55 ] |
| Félix Ricardo Denegri Boza      | Pedro Pablo Kuczynski Godard        | 13 de enero de 2017 - 3 de julio de 2019        | [ 56 ] [ 57 ]               |
| Jorge Antonio Lázaro Geldres    | Martín Vizcarra Cornejo             | 3 de julio de 2019 - 20 de octubre de 2020      | [ 58 ] [ 59 ]               |
| José Manuel Domingo Boza Orozco | Martín Vizcarra Cornejo             | 20 de octubre de 2020 - Actualidad              | [ 60 ] [ 61 ]               |

## Datos Macroeconómicos

### Poblaciones históricas de Perú y Bolivia
| Departamentos del Perú y Bolivia ordenados por Población (según el censo boliviano de 2024 y las estimaciones peruanas de 2024)     | Departamentos del Perú y Bolivia ordenados por Población (según el censo boliviano de 2024 y las estimaciones peruanas de 2024) | Departamentos del Perú y Bolivia ordenados por Población (según el censo boliviano de 2024 y las estimaciones peruanas de 2024) | Departamentos del Perú y Bolivia ordenados por Población (según el censo boliviano de 2024 y las estimaciones peruanas de 2024) |  |
| N.ª | Departamento | Habitantes | Pertenece a |  |
| --- | --- | --- | --- |  |
| 1.º | Lima | 11 304 993 | Perú |  |
| 2.º | Santa Cruz | 3 115 386 | Bolivia |  |
| 3.º | La Paz | 3 022 566 | Bolivia |  |
| | | | |  |
| 4.º | Piura | 2 149 978 | Perú |  |
| 5.º | La Libertad | 2 130 345 | Perú |  |
| 6.º | Cochabamba | 2 005 373 | Bolivia |  |
| | | | |  |
| 7.º | Arequipa | 1 605 569 | Perú |  |
| 8.º | Cajamarca | 1 447 707 | Perú |  |
| 9.º | Cusco | 1 398 036 | Perú |  |
| 10.º | Junín | 1 380 561 | Perú |  |
| 11.º | Lambayeque | 1 361 554 | Perú |  |
| 12.º | Callao | 1 209 614 | Perú |  |
| 13.º | Puno | 1 208 802 | Perú |  |
| 14.º | Ancash | 1 202 171 | Perú |  |
| 15.º | Ica | 1 062 346 | Perú |  |
| 16.º | Loreto | 1 057 592 | Perú |  |
| | | | |  |
| 17.º | San Martín | 945 523 | Perú |  |
| 18.º | Potosí | 856 419 | Bolivia |  |
| 19.º | Huánuco | 746 509 | Perú |  |
| 20.º | Ayacucho | 669 737 | Perú |  |
| 21.º | Ucayali | 639 279 | Perú |  |
| 22.º | Chuquisaca | 600 132 | Bolivia |  |
| 23.º | Oruro | 570 194 | Bolivia |  |
| 24.º | Tarija | 534 348 | Bolivia |  |
| | | | |  |
| 25.º | Beni | 477 441 | Bolivia |  |
| 26.º | Amazonas | 430 123 | Perú |  |
| 27.º | Apurímac | 426 626 | Perú |  |
| 28.º | Tacna | 396 180 | Perú |  |
| 29.º | Huancavelica | 335 142 | Perú |  |
| 30.º | Tumbes | 266 653 | Perú |  |
| 31.º | Pasco | 265 392 | Perú |  |
| 32.º | Moquegua | 201 129 | Perú |  |
| 33.º | Madre de Dios | 197 096 | Perú |  |
| 34.º | Pando | 130 761 | Bolivia |  |
| | | | |  |
| TOTAL | Bolivia | 11 312 620 | 24,9 % |  |
| TOTAL | Perú | 34 038 457 | 75,1 % |  |
| TOTAL | Perú y Bolivia | 45 351 077 | 100 % |  |
| Fuente: Instituto Nacional de Estadística e Informática del Perú (INEI) Fuente: Instituto Nacional de Estadística de Bolivia (INE). | | | |  |

### Producto Interno Bruto (PIB)
: Desde 6,00% para arriba
     : Desde 4,00% hasta 5,99%
     : Desde 2,00% hasta 3,99%
     : Desde 0,00% hasta 1,99%
     : Desde 0,00% para abajo (decrecimiento)
| CRECIMIENTO DEL PIB DE BOLIVIA Y PERÚ DURANTE LA DÉCADA DE 1960 (AÑOS 60s)   | CRECIMIENTO DEL PIB DE BOLIVIA Y PERÚ DURANTE LA DÉCADA DE 1960 (AÑOS 60s) | CRECIMIENTO DEL PIB DE BOLIVIA Y PERÚ DURANTE LA DÉCADA DE 1960 (AÑOS 60s) | CRECIMIENTO DEL PIB DE BOLIVIA Y PERÚ DURANTE LA DÉCADA DE 1960 (AÑOS 60s) | CRECIMIENTO DEL PIB DE BOLIVIA Y PERÚ DURANTE LA DÉCADA DE 1960 (AÑOS 60s) | CRECIMIENTO DEL PIB DE BOLIVIA Y PERÚ DURANTE LA DÉCADA DE 1960 (AÑOS 60s) | CRECIMIENTO DEL PIB DE BOLIVIA Y PERÚ DURANTE LA DÉCADA DE 1960 (AÑOS 60s) | CRECIMIENTO DEL PIB DE BOLIVIA Y PERÚ DURANTE LA DÉCADA DE 1960 (AÑOS 60s) | CRECIMIENTO DEL PIB DE BOLIVIA Y PERÚ DURANTE LA DÉCADA DE 1960 (AÑOS 60s) | CRECIMIENTO DEL PIB DE BOLIVIA Y PERÚ DURANTE LA DÉCADA DE 1960 (AÑOS 60s) | CRECIMIENTO DEL PIB DE BOLIVIA Y PERÚ DURANTE LA DÉCADA DE 1960 (AÑOS 60s) | CRECIMIENTO DEL PIB DE BOLIVIA Y PERÚ DURANTE LA DÉCADA DE 1960 (AÑOS 60s) | CRECIMIENTO DEL PIB DE BOLIVIA Y PERÚ DURANTE LA DÉCADA DE 1960 (AÑOS 60s) | CRECIMIENTO DEL PIB DE BOLIVIA Y PERÚ DURANTE LA DÉCADA DE 1960 (AÑOS 60s) |
| País                                                                         | Año 1960                                                                   | Año 1961                                                                   | Año 1962                                                                   | Año 1963                                                                   | Año 1964                                                                   | Año 1965                                                                   | Año 1966                                                                   | Año 1967                                                                   | Año 1968                                                                   | Año 1969                                                                   | Año 1970                                                                   | Crecimiento (1960 - 1970)                                                  |                                                                            |
| ---------------------------------------------------------------------------- | -------------------------------------------------------------------------- | -------------------------------------------------------------------------- | -------------------------------------------------------------------------- | -------------------------------------------------------------------------- | -------------------------------------------------------------------------- | -------------------------------------------------------------------------- | -------------------------------------------------------------------------- | -------------------------------------------------------------------------- | -------------------------------------------------------------------------- | -------------------------------------------------------------------------- | -------------------------------------------------------------------------- | -------------------------------------------------------------------------- | -------------------------------------------------------------------------- |
| Perú                                                                         | Sin cambios                                                                | 7,30%                                                                      | 10,00%                                                                     | 4,30%                                                                      | 6,50%                                                                      | 5,60%                                                                      | 8,20%                                                                      | 3,90%                                                                      | 0,20%                                                                      | 3,50%                                                                      | 3,40%                                                                      | + 52,90 %                                                                  |                                                                            |
| Bolivia                                                                      | Sin cambios                                                                | 2,10%                                                                      | 5,60%                                                                      | 6,80%                                                                      | 4,00%                                                                      | 4,90%                                                                      | 7,20%                                                                      | 6,30%                                                                      | 8,50%                                                                      | 4,50%                                                                      | 5,20%                                                                      | + 55,10 %                                                                  |                                                                            |
| CRECIMIENTO DEL PIB DE BOLIVIA Y PERÚ DURANTE LA DÉCADA DE 1970 (AÑOS 70s)   |                                                                            |                                                                            |                                                                            |                                                                            |                                                                            |                                                                            |                                                                            |                                                                            |                                                                            |                                                                            |                                                                            |                                                                            |                                                                            |
| País                                                                         | Año 1970                                                                   | Año 1971                                                                   | Año 1972                                                                   | Año 1973                                                                   | Año 1974                                                                   | Año 1975                                                                   | Año 1976                                                                   | Año 1977                                                                   | Año 1978                                                                   | Año 1979                                                                   | Año 1980                                                                   | Crecimiento (1970 - 1980)                                                  |                                                                            |
| Perú                                                                         | 3,40%                                                                      | 4,60%                                                                      | 3,50%                                                                      | 6,30%                                                                      | 9,40%                                                                      | 4,30%                                                                      | 1,40%                                                                      | 0,30%                                                                      | - 2,60%                                                                    | 4,10%                                                                      | 7,66%                                                                      | + 42,36 %                                                                  |                                                                            |
| Bolivia                                                                      | 5,20%                                                                      | 5,10%                                                                      | 8,00%                                                                      | 5,70%                                                                      | 2,90%                                                                      | 7,30%                                                                      | 4,60%                                                                      | 5,00%                                                                      | 2,10%                                                                      | 0,10%                                                                      | 0,61%                                                                      | + 46,61 %                                                                  |                                                                            |
| CRECIMIENTO DEL PIB DE BOLIVIA Y PERÚ DURANTE LA DÉCADA DE 1980 (AÑOS 80s)   |                                                                            |                                                                            |                                                                            |                                                                            |                                                                            |                                                                            |                                                                            |                                                                            |                                                                            |                                                                            |                                                                            |                                                                            |                                                                            |
| País                                                                         | Año 1980                                                                   | Año 1981                                                                   | Año 1982                                                                   | Año 1983                                                                   | Año 1984                                                                   | Año 1985                                                                   | Año 1986                                                                   | Año 1987                                                                   | Año 1988                                                                   | Año 1989                                                                   | Año 1990                                                                   | Crecimiento (1980 - 1990)                                                  |                                                                            |
| Perú                                                                         | 7,66%                                                                      | 5,46%                                                                      | - 0,32%                                                                    | - 9,32%                                                                    | 3,80%                                                                      | 2,08%                                                                      | 12,10%                                                                     | 7,73%                                                                      | - 9,42%                                                                    | - 13,42%                                                                   | - 5,09%                                                                    | + 1,26 %                                                                   |                                                                            |
| Bolivia                                                                      | 0,61%                                                                      | 0,30%                                                                      | - 3,93%                                                                    | - 4,04%                                                                    | - 0,20%                                                                    | - 1,67%                                                                    | - 2,57%                                                                    | 2,46%                                                                      | 2,91%                                                                      | 3,79%                                                                      | 4,63%                                                                      | + 2,29 %                                                                   |                                                                            |
| CRECIMIENTO DEL PIB DE BOLIVIA Y PERÚ DURANTE LA DÉCADA DE 1990 (AÑOS 90s)   |                                                                            |                                                                            |                                                                            |                                                                            |                                                                            |                                                                            |                                                                            |                                                                            |                                                                            |                                                                            |                                                                            |                                                                            |                                                                            |
| País                                                                         | Año 1990                                                                   | Año 1991                                                                   | Año 1992                                                                   | Año 1993                                                                   | Año 1994                                                                   | Año 1995                                                                   | Año 1996                                                                   | Año 1997                                                                   | Año 1998                                                                   | Año 1999                                                                   | Año 2000                                                                   | Crecimiento (1990 - 2000)                                                  |                                                                            |
| Perú                                                                         | - 5,09%                                                                    | 2,21%                                                                      | - 0,54%                                                                    | 5,24%                                                                      | 12,30%                                                                     | 7,41%                                                                      | 2,79%                                                                      | 6,47%                                                                      | - 0,39%                                                                    | 1,49%                                                                      | 2,69%                                                                      | + 34,58 %                                                                  |                                                                            |
| Bolivia                                                                      | 4,63%                                                                      | 5,26%                                                                      | 1,64%                                                                      | 4,26%                                                                      | 4,66%                                                                      | 4,67%                                                                      | 4,36%                                                                      | 4,95%                                                                      | 5,02%                                                                      | 0,42%                                                                      | 2,50%                                                                      | + 42,37 %                                                                  |                                                                            |
| CRECIMIENTO DEL PIB DE BOLIVIA Y PERÚ DURANTE LA DÉCADA DE 2000 (AÑOS 2000s) |                                                                            |                                                                            |                                                                            |                                                                            |                                                                            |                                                                            |                                                                            |                                                                            |                                                                            |                                                                            |                                                                            |                                                                            |                                                                            |
| País                                                                         | Año 2000                                                                   | Año 2001                                                                   | Año 2002                                                                   | Año 2003                                                                   | Año 2004                                                                   | Año 2005                                                                   | Año 2006                                                                   | Año 2007                                                                   | Año 2008                                                                   | Año 2009                                                                   | Año 2010                                                                   | Crecimiento (2000 - 2010)                                                  |                                                                            |
| Perú                                                                         | 2,69%                                                                      | 0,61%                                                                      | 5,45%                                                                      | 4,16%                                                                      | 4,95%                                                                      | 6,28%                                                                      | 7,52%                                                                      | 8,51%                                                                      | 9,12%                                                                      | 1,09%                                                                      | 8,33%                                                                      | + 58,71 %                                                                  |                                                                            |
| Bolivia                                                                      | 2,50%                                                                      | 1,68%                                                                      | 2,48%                                                                      | 2,71%                                                                      | 4,17%                                                                      | 4,42%                                                                      | 4,79%                                                                      | 4,56%                                                                      | 6,14%                                                                      | 3,35%                                                                      | 4,12%                                                                      | + 40,92 %                                                                  |                                                                            |
| CRECIMIENTO DEL PIB DE BOLIVIA Y PERÚ DURANTE LA DÉCADA DE 2010 (AÑOS 10s)   |                                                                            |                                                                            |                                                                            |                                                                            |                                                                            |                                                                            |                                                                            |                                                                            |                                                                            |                                                                            |                                                                            |                                                                            |                                                                            |
| País                                                                         | Año 2010                                                                   | Año 2011                                                                   | Año 2012                                                                   | Año 2013                                                                   | Año 2014                                                                   | Año 2015                                                                   | Año 2016                                                                   | Año 2017                                                                   | Año 2018                                                                   | Año 2019                                                                   | Año 2020                                                                   | Crecimiento (2010 - 2020)                                                  |                                                                            |
| Perú                                                                         | 8,33%                                                                      | 6,32%                                                                      | 6,14%                                                                      | 5,85%                                                                      | 2,38%                                                                      | 3,25%                                                                      | 3,95%                                                                      | 2,52%                                                                      | 3,97%                                                                      | 2,24%                                                                      | - 10,87%                                                                   | + 34,08 %                                                                  |                                                                            |
| Bolivia                                                                      | 4,12%                                                                      | 5,20%                                                                      | 5,12%                                                                      | 6,80%                                                                      | 5,46%                                                                      | 4,86%                                                                      | 4,26%                                                                      | 4,19%                                                                      | 4,22%                                                                      | 2,22%                                                                      | - 8,74%                                                                    | + 37,71 %                                                                  |                                                                            |
| CRECIMIENTO DEL PIB DE BOLIVIA Y PERÚ DURANTE LA DÉCADA DE 2020 (AÑOS 20s)   |                                                                            |                                                                            |                                                                            |                                                                            |                                                                            |                                                                            |                                                                            |                                                                            |                                                                            |                                                                            |                                                                            |                                                                            |                                                                            |
| País                                                                         | Año 2020                                                                   | Año 2021                                                                   | Año 2022                                                                   | Año 2023                                                                   | Año 2024                                                                   | Año 2025                                                                   | Año 2026                                                                   | Año 2027                                                                   | Año 2028                                                                   | Año 2029                                                                   | Año 2030                                                                   | Crecimiento (2020 - 2030)                                                  |                                                                            |
| Perú                                                                         | - 10,87%                                                                   | 13,36%                                                                     | 2,81%                                                                      | - 0,40%                                                                    | 3,33%                                                                      | 2,84%                                                                      | Sin cambios                                                                | Sin cambios                                                                | Sin cambios                                                                | Sin cambios                                                                | Sin cambios                                                                | + 11,07 %                                                                  |                                                                            |
| Bolivia                                                                      | - 8,74%                                                                    | 6,11%                                                                      | 3,61%                                                                      | 3,08%                                                                      | 1,30%                                                                      | 1,14%                                                                      | Sin cambios                                                                | Sin cambios                                                                | Sin cambios                                                                | Sin cambios                                                                | Sin cambios                                                                | + 6,50 %                                                                   |                                                                            |

### Década de 1960
Si bien no existen grandes diferencias económicas entre ambos países sin embargo cabe mencionar que históricamente el PIB per cápita peruano ha duplicado casi siempre al PIB per cápita boliviano y en algunas veces hasta en un 2,5 veces más. Inclusive, en el año 1965 el PIB per cápita del Perú llegó a triplicar al PIB per cápita de Bolivia siendo éste superior en unas 3 veces al igual que en el año 1966 cuando fue 3,16 veces más.
| PIB PER CÁPITA EN LA DÉCADA DE 1960 (Años 60) | PIB PER CÁPITA EN LA DÉCADA DE 1960 (Años 60) | PIB PER CÁPITA EN LA DÉCADA DE 1960 (Años 60) | PIB PER CÁPITA EN LA DÉCADA DE 1960 (Años 60) | PIB PER CÁPITA EN LA DÉCADA DE 1960 (Años 60) | PIB PER CÁPITA EN LA DÉCADA DE 1960 (Años 60) | PIB PER CÁPITA EN LA DÉCADA DE 1960 (Años 60) | PIB PER CÁPITA EN LA DÉCADA DE 1960 (Años 60) | PIB PER CÁPITA EN LA DÉCADA DE 1960 (Años 60) | PIB PER CÁPITA EN LA DÉCADA DE 1960 (Años 60) | PIB PER CÁPITA EN LA DÉCADA DE 1960 (Años 60) | PIB PER CÁPITA EN LA DÉCADA DE 1960 (Años 60) | PIB PER CÁPITA EN LA DÉCADA DE 1960 (Años 60) | PIB PER CÁPITA EN LA DÉCADA DE 1960 (Años 60) |
| Puesto                                        | País                                          | Año 1960                                      | Año 1961                                      | Año 1962                                      | Año 1963                                      | Año 1964                                      | Año 1965                                      | Año 1966                                      | Año 1967                                      | Año 1968                                      | Año 1969                                      | Crecimiento (1960-1969)                       |                                               |
| --------------------------------------------- | --------------------------------------------- | --------------------------------------------- | --------------------------------------------- | --------------------------------------------- | --------------------------------------------- | --------------------------------------------- | --------------------------------------------- | --------------------------------------------- | --------------------------------------------- | --------------------------------------------- | --------------------------------------------- | --------------------------------------------- | --------------------------------------------- |
| 1°                                            | Perú                                          | 252                                           | 276                                           | 304                                           | 324                                           | 380                                           | 438                                           | 504                                           | 497                                           | 446                                           | 485                                           | + 92,4 %                                      |                                               |
| 2°                                            | Bolivia                                       | 100                                           | 107                                           | 115                                           | 121                                           | 133                                           | 146                                           | 159                                           | 176                                           | 195                                           | 207                                           | + 107,0 %                                     |                                               |
| Diferencia                                    | Diferencia                                    | 2,52                                          | 2,57                                          | 2,64                                          | 2,67                                          | 2,85                                          | 3,00                                          | 3,16                                          | 2,82                                          | 2,28                                          | 2,34                                          | Sin cambios                                   |                                               |

### Década de 1970
En principios de la década de 1970, la brecha entre Perú y Bolivia aumentó y llegó a un máximo de 2,91 veces en el año 1973 sin embargo de ahí en adelante y debido al fuerte crecimiento económico que experimentó Bolivia durante aquella década, las diferencias se redujeron notablemente a tal punto de que ambos países llegaron a estar al mismo nivel para el año 1978 en términos de PIB per cápita con una diferencia de solamente apenas 1,09 veces.
| PIB PER CÁPITA EN LA DÉCADA DE 1970 (Años 70) | PIB PER CÁPITA EN LA DÉCADA DE 1970 (Años 70) | PIB PER CÁPITA EN LA DÉCADA DE 1970 (Años 70) | PIB PER CÁPITA EN LA DÉCADA DE 1970 (Años 70) | PIB PER CÁPITA EN LA DÉCADA DE 1970 (Años 70) | PIB PER CÁPITA EN LA DÉCADA DE 1970 (Años 70) | PIB PER CÁPITA EN LA DÉCADA DE 1970 (Años 70) | PIB PER CÁPITA EN LA DÉCADA DE 1970 (Años 70) | PIB PER CÁPITA EN LA DÉCADA DE 1970 (Años 70) | PIB PER CÁPITA EN LA DÉCADA DE 1970 (Años 70) | PIB PER CÁPITA EN LA DÉCADA DE 1970 (Años 70) | PIB PER CÁPITA EN LA DÉCADA DE 1970 (Años 70) | PIB PER CÁPITA EN LA DÉCADA DE 1970 (Años 70) | PIB PER CÁPITA EN LA DÉCADA DE 1970 (Años 70) |
| Puesto                                        | País                                          | Año 1970                                      | Año 1971                                      | Año 1972                                      | Año 1973                                      | Año 1974                                      | Año 1975                                      | Año 1976                                      | Año 1977                                      | Año 1978                                      | Año 1979                                      | Crecimiento (1970-1979)                       |                                               |
| --------------------------------------------- | --------------------------------------------- | --------------------------------------------- | --------------------------------------------- | --------------------------------------------- | --------------------------------------------- | --------------------------------------------- | --------------------------------------------- | --------------------------------------------- | --------------------------------------------- | --------------------------------------------- | --------------------------------------------- | --------------------------------------------- | --------------------------------------------- |
| 1°                                            | Perú                                          | 548                                           | 595                                           | 643                                           | 749                                           | 920                                           | 1093                                          | 1007                                          | 901                                           | 752                                           | 934                                           | + 70,4 %                                      |                                               |
| 2°                                            | Bolivia                                       | 221                                           | 233                                           | 262                                           | 257                                           | 418                                           | 469                                           | 520                                           | 601                                           | 685                                           | 788                                           | + 256,5 %                                     | 791                                           |
| Diferencia                                    | Diferencia                                    | 2,47                                          | 2,55                                          | 2,45                                          | 2,91                                          | 2,20                                          | 2,33                                          | 1,93                                          | 1,49                                          | 1,09                                          | 1,18                                          | Sin cambios                                   |                                               |

### Década de 1980
A principios de la década de 1980, el PIB per cápita del Perú, vuelve a situarse por encima del boliviano en un 30% para el año 1980. Sin embargo debido a la terrible crisis económica que ambos países experimentaron durante aquella década, los niveles entre ambos países volverían a ser similares para el año 1983 y 1988 e inclusive el PIB per cápita boliviano estaría por encima del peruano en los años 1984 y 1985 como se observa en la siguiente tabla.
| PIB PER CÁPITA EN LA DÉCADA DE 1980 (Años 80) | PIB PER CÁPITA EN LA DÉCADA DE 1980 (Años 80) | PIB PER CÁPITA EN LA DÉCADA DE 1980 (Años 80) | PIB PER CÁPITA EN LA DÉCADA DE 1980 (Años 80) | PIB PER CÁPITA EN LA DÉCADA DE 1980 (Años 80) | PIB PER CÁPITA EN LA DÉCADA DE 1980 (Años 80) | PIB PER CÁPITA EN LA DÉCADA DE 1980 (Años 80) | PIB PER CÁPITA EN LA DÉCADA DE 1980 (Años 80) | PIB PER CÁPITA EN LA DÉCADA DE 1980 (Años 80) | PIB PER CÁPITA EN LA DÉCADA DE 1980 (Años 80) | PIB PER CÁPITA EN LA DÉCADA DE 1980 (Años 80) | PIB PER CÁPITA EN LA DÉCADA DE 1980 (Años 80) | PIB PER CÁPITA EN LA DÉCADA DE 1980 (Años 80) | PIB PER CÁPITA EN LA DÉCADA DE 1980 (Años 80) |
| Puesto                                        | País                                          | Año 1980                                      | Año 1981                                      | Año 1982                                      | Año 1983                                      | Año 1984                                      | Año 1985                                      | Año 1986                                      | Año 1987                                      | Año 1988                                      | Año 1989                                      | Crecimiento (1980-1989)                       | Año 1990                                      |
| --------------------------------------------- | --------------------------------------------- | --------------------------------------------- | --------------------------------------------- | --------------------------------------------- | --------------------------------------------- | --------------------------------------------- | --------------------------------------------- | --------------------------------------------- | --------------------------------------------- | --------------------------------------------- | --------------------------------------------- | --------------------------------------------- | --------------------------------------------- |
| 1°                                            | Perú                                          | 1036                                          | 1208                                          | 1185                                          | 920                                           | 911                                           | 838                                           | 754                                           | 1001                                          | 730                                           | 1040                                          | + 0,38 %                                      | 1194                                          |
| 2°                                            | Bolivia                                       | 791                                           | 1004                                          | 933                                           | 886                                           | 986                                           | 842                                           | 607                                           | 652                                           | 675                                           | 678                                           | - 10,5 %                                      | 685                                           |
| Diferencia                                    | Diferencia                                    | 1,30                                          | 1,20                                          | 1,27                                          | 1,03                                          | '                                             | '                                             | 1,24                                          | 1,53                                          | 1,08                                          | 1,53                                          | Sin cambios                                   | 1,74                                          |

### Década de 1990
Al partir del año 1990, la economía peruana empezaría a salir de la crisis económica y comenzaría a crecer el PIB lo que trajo como resultado que el PIB per cápita peruano recupere su sitial frente al per cápita boliviano, ampliándose la diferencia hasta llegar a los 2,54 veces para el año 1995.
| PIB PER CÁPITA (NOMINAL) DURANTE LA DÉCADA DE 1990 (1990-1999) (en dólares estadounidenses) | PIB PER CÁPITA (NOMINAL) DURANTE LA DÉCADA DE 1990 (1990-1999) (en dólares estadounidenses) | PIB PER CÁPITA (NOMINAL) DURANTE LA DÉCADA DE 1990 (1990-1999) (en dólares estadounidenses) | PIB PER CÁPITA (NOMINAL) DURANTE LA DÉCADA DE 1990 (1990-1999) (en dólares estadounidenses) | PIB PER CÁPITA (NOMINAL) DURANTE LA DÉCADA DE 1990 (1990-1999) (en dólares estadounidenses) | PIB PER CÁPITA (NOMINAL) DURANTE LA DÉCADA DE 1990 (1990-1999) (en dólares estadounidenses) | PIB PER CÁPITA (NOMINAL) DURANTE LA DÉCADA DE 1990 (1990-1999) (en dólares estadounidenses) | PIB PER CÁPITA (NOMINAL) DURANTE LA DÉCADA DE 1990 (1990-1999) (en dólares estadounidenses) | PIB PER CÁPITA (NOMINAL) DURANTE LA DÉCADA DE 1990 (1990-1999) (en dólares estadounidenses) | PIB PER CÁPITA (NOMINAL) DURANTE LA DÉCADA DE 1990 (1990-1999) (en dólares estadounidenses) | PIB PER CÁPITA (NOMINAL) DURANTE LA DÉCADA DE 1990 (1990-1999) (en dólares estadounidenses) | PIB PER CÁPITA (NOMINAL) DURANTE LA DÉCADA DE 1990 (1990-1999) (en dólares estadounidenses) | PIB PER CÁPITA (NOMINAL) DURANTE LA DÉCADA DE 1990 (1990-1999) (en dólares estadounidenses) | PIB PER CÁPITA (NOMINAL) DURANTE LA DÉCADA DE 1990 (1990-1999) (en dólares estadounidenses) |
| PIB per Cápita (Nominal) según el Banco Mundial                                             | País                                                                                        | Año 1990                                                                                    | Año 1991                                                                                    | Año 1992                                                                                    | Año 1993                                                                                    | Año 1994                                                                                    | Año 1995                                                                                    | Año 1996                                                                                    | Año 1997                                                                                    | Año 1998                                                                                    | Año 1999                                                                                    | Año 2000                                                                                    | Crecimiento (1990 - 2000)                                                                   |
| ------------------------------------------------------------------------------------------- | ------------------------------------------------------------------------------------------- | ------------------------------------------------------------------------------------------- | ------------------------------------------------------------------------------------------- | ------------------------------------------------------------------------------------------- | ------------------------------------------------------------------------------------------- | ------------------------------------------------------------------------------------------- | ------------------------------------------------------------------------------------------- | ------------------------------------------------------------------------------------------- | ------------------------------------------------------------------------------------------- | ------------------------------------------------------------------------------------------- | ------------------------------------------------------------------------------------------- | ------------------------------------------------------------------------------------------- | ------------------------------------------------------------------------------------------- |
| PIB per Cápita (Nominal) según el Banco Mundial                                             | Perú                                                                                        | 1 194                                                                                       | 1 520                                                                                       | 1 560                                                                                       | 1 481                                                                                       | 1 871                                                                                       | 2 180                                                                                       | 2 218                                                                                       | 2 292                                                                                       | 2 149                                                                                       | 1 911                                                                                       | 1 941                                                                                       | + 62,5 %                                                                                    |
| PIB per Cápita (Nominal) según el Banco Mundial                                             | Bolivia                                                                                     | 685                                                                                         | 737                                                                                         | 763                                                                                         | 760                                                                                         | 777                                                                                         | 856                                                                                         | 925                                                                                         | 974                                                                                         | 1 025                                                                                       | 981                                                                                         | 977                                                                                         | + 42,6 %                                                                                    |
| PIB per Cápita (Nominal) según el Banco Mundial                                             | Diferencia                                                                                  | 1,74                                                                                        | 2,06                                                                                        | 2,04                                                                                        | 1,94                                                                                        | 2,40                                                                                        | 2,54                                                                                        | 2,39                                                                                        | 2,35                                                                                        | 2,09                                                                                        | 1,94                                                                                        | 1,98                                                                                        |                                                                                             |
| PIB per Cápita (Nominal) según el Fondo Monetario Internacional                             | País                                                                                        | Año 1990                                                                                    | Año 1991                                                                                    | Año 1992                                                                                    | Año 1993                                                                                    | Año 1994                                                                                    | Año 1995                                                                                    | Año 1996                                                                                    | Año 1997                                                                                    | Año 1998                                                                                    | Año 1999                                                                                    | Año 2000                                                                                    | Crecimiento (1990 - 2000)                                                                   |
| PIB per Cápita (Nominal) según el Fondo Monetario Internacional                             | Perú                                                                                        | 1 301                                                                                       | 1 530                                                                                       | 1 562                                                                                       | 1 487                                                                                       | 1 839                                                                                       | 2 147                                                                                       | 2 193                                                                                       | 2 272                                                                                       | 2 141                                                                                       | 1 903                                                                                       | 1 940                                                                                       | + 49,1 %                                                                                    |
| PIB per Cápita (Nominal) según el Fondo Monetario Internacional                             | Bolivia                                                                                     | 723                                                                                         | 776                                                                                         | 803                                                                                         | 793                                                                                         | 805                                                                                         | 886                                                                                         | 956                                                                                         | 1 006                                                                                       | 1 057                                                                                       | 1 010                                                                                       | 994                                                                                         | + 37,4 %                                                                                    |
| PIB per Cápita (Nominal) según el Fondo Monetario Internacional                             | Diferencia                                                                                  | 1,79                                                                                        | 1,97                                                                                        | 1,94                                                                                        | 1,87                                                                                        | 2,28                                                                                        | 2,42                                                                                        | 2,29                                                                                        | 2,25                                                                                        | 2,02                                                                                        | 1,88                                                                                        | 1,95                                                                                        |                                                                                             |
| PIB PER CÁPITA (PPA) DURANTE LA DÉCADA DE 1990 (1990-1999) (en dólares estadounidenses)     |                                                                                             |                                                                                             |                                                                                             |                                                                                             |                                                                                             |                                                                                             |                                                                                             |                                                                                             |                                                                                             |                                                                                             |                                                                                             |                                                                                             |                                                                                             |
| PIB per Cápita (PPA) según el Banco Mundial                                                 | País                                                                                        | Año 1990                                                                                    | Año 1991                                                                                    | Año 1992                                                                                    | Año 1993                                                                                    | Año 1994                                                                                    | Año 1995                                                                                    | Año 1996                                                                                    | Año 1997                                                                                    | Año 1998                                                                                    | Año 1999                                                                                    | Año 2000                                                                                    | Crecimiento (1990 - 2000)                                                                   |
| PIB per Cápita (PPA) según el Banco Mundial                                                 | Perú                                                                                        | 3 352                                                                                       | 3 467                                                                                       | 3 456                                                                                       | 3 650                                                                                       | 4 105                                                                                       | 4 416                                                                                       | 4 537                                                                                       | 4 826                                                                                       | 4 776                                                                                       | 4 834                                                                                       | 5 000                                                                                       | + 49,1 %                                                                                    |
| PIB per Cápita (PPA) según el Banco Mundial                                                 | Bolivia                                                                                     | 2 294                                                                                       | 2 446                                                                                       | 2 491                                                                                       | 2 606                                                                                       | 2 732                                                                                       | 2 865                                                                                       | 2 988                                                                                       | 3 132                                                                                       | 3 267                                                                                       | 3 267                                                                                       | 3 364                                                                                       | + 46,6 %                                                                                    |
| PIB per Cápita (PPA) según el Banco Mundial                                                 | Diferencia                                                                                  | 1,46                                                                                        | 1,41                                                                                        | 1,38                                                                                        | 1,40                                                                                        | 1,50                                                                                        | 1,54                                                                                        | 1,51                                                                                        | 1,54                                                                                        | 1,46                                                                                        | 1,47                                                                                        | 1,48                                                                                        |                                                                                             |
| PIB per Cápita (PPA) según el Fondo Monetario Internacional                                 | País                                                                                        | Año 1990                                                                                    | Año 1991                                                                                    | Año 1992                                                                                    | Año 1993                                                                                    | Año 1994                                                                                    | Año 1995                                                                                    | Año 1996                                                                                    | Año 1997                                                                                    | Año 1998                                                                                    | Año 1999                                                                                    | Año 2000                                                                                    | Crecimiento (1990 - 2000)                                                                   |
| PIB per Cápita (PPA) según el Fondo Monetario Internacional                                 | Perú                                                                                        | 3 388                                                                                       | 3 510                                                                                       | 3 502                                                                                       | 3 702                                                                                       | 4 169                                                                                       | 4 491                                                                                       | 4 620                                                                                       | 4 919                                                                                       | 4 873                                                                                       | 4 936                                                                                       | 5 105                                                                                       | + 50,6 %                                                                                    |
| PIB per Cápita (PPA) según el Fondo Monetario Internacional                                 | Bolivia                                                                                     | 2 420                                                                                       | 2 579                                                                                       | 2 627                                                                                       | 2 726                                                                                       | 2 833                                                                                       | 2 969                                                                                       | 3 093                                                                                       | 3 238                                                                                       | 3 373                                                                                       | 3 369                                                                                       | 3 428                                                                                       | + 41,6 %                                                                                    |
| PIB per Cápita (PPA) según el Fondo Monetario Internacional                                 | Diferencia                                                                                  | 1,40                                                                                        | 1,36                                                                                        | 1,33                                                                                        | 1,35                                                                                        | 1,47                                                                                        | 1,51                                                                                        | 1,49                                                                                        | 1,51                                                                                        | 1,44                                                                                        | 1,46                                                                                        | 1,48                                                                                        |                                                                                             |

### Década de 2000
| PIB PER CÁPITA (NOMINAL) DURANTE LA DÉCADA DE 2000 (2000 - 2009) (en dólares estadounidenses) | PIB PER CÁPITA (NOMINAL) DURANTE LA DÉCADA DE 2000 (2000 - 2009) (en dólares estadounidenses) | PIB PER CÁPITA (NOMINAL) DURANTE LA DÉCADA DE 2000 (2000 - 2009) (en dólares estadounidenses) | PIB PER CÁPITA (NOMINAL) DURANTE LA DÉCADA DE 2000 (2000 - 2009) (en dólares estadounidenses) | PIB PER CÁPITA (NOMINAL) DURANTE LA DÉCADA DE 2000 (2000 - 2009) (en dólares estadounidenses) | PIB PER CÁPITA (NOMINAL) DURANTE LA DÉCADA DE 2000 (2000 - 2009) (en dólares estadounidenses) | PIB PER CÁPITA (NOMINAL) DURANTE LA DÉCADA DE 2000 (2000 - 2009) (en dólares estadounidenses) | PIB PER CÁPITA (NOMINAL) DURANTE LA DÉCADA DE 2000 (2000 - 2009) (en dólares estadounidenses) | PIB PER CÁPITA (NOMINAL) DURANTE LA DÉCADA DE 2000 (2000 - 2009) (en dólares estadounidenses) | PIB PER CÁPITA (NOMINAL) DURANTE LA DÉCADA DE 2000 (2000 - 2009) (en dólares estadounidenses) | PIB PER CÁPITA (NOMINAL) DURANTE LA DÉCADA DE 2000 (2000 - 2009) (en dólares estadounidenses) | PIB PER CÁPITA (NOMINAL) DURANTE LA DÉCADA DE 2000 (2000 - 2009) (en dólares estadounidenses) | PIB PER CÁPITA (NOMINAL) DURANTE LA DÉCADA DE 2000 (2000 - 2009) (en dólares estadounidenses) | PIB PER CÁPITA (NOMINAL) DURANTE LA DÉCADA DE 2000 (2000 - 2009) (en dólares estadounidenses) |
| PIB per Cápita (Nominal) según el Banco Mundial                                               | País                                                                                          | Año 2000                                                                                      | Año 2001                                                                                      | Año 2002                                                                                      | Año 2003                                                                                      | Año 2004                                                                                      | Año 2005                                                                                      | Año 2006                                                                                      | Año 2007                                                                                      | Año 2008                                                                                      | Año 2009                                                                                      | Año 2010                                                                                      | Crecimiento (2000 - 2010)                                                                     |
| --------------------------------------------------------------------------------------------- | --------------------------------------------------------------------------------------------- | --------------------------------------------------------------------------------------------- | --------------------------------------------------------------------------------------------- | --------------------------------------------------------------------------------------------- | --------------------------------------------------------------------------------------------- | --------------------------------------------------------------------------------------------- | --------------------------------------------------------------------------------------------- | --------------------------------------------------------------------------------------------- | --------------------------------------------------------------------------------------------- | --------------------------------------------------------------------------------------------- | --------------------------------------------------------------------------------------------- | --------------------------------------------------------------------------------------------- | --------------------------------------------------------------------------------------------- |
| PIB per Cápita (Nominal) según el Banco Mundial                                               | Perú                                                                                          | 1 941                                                                                         | 1 926                                                                                         | 2 004                                                                                         | 2 126                                                                                         | 2 393                                                                                         | 2 702                                                                                         | 3 123                                                                                         | 3 572                                                                                         | 4 184                                                                                         | 4 165                                                                                         | 5 047                                                                                         | + 160 %                                                                                       |
| PIB per Cápita (Nominal) según el Banco Mundial                                               | Bolivia                                                                                       | 977                                                                                           | 930                                                                                           | 888                                                                                           | 892                                                                                           | 952                                                                                           | 1 018                                                                                         | 1 200                                                                                         | 1 351                                                                                         | 1 687                                                                                         | 1 725                                                                                         | 1 922                                                                                         | + 96,7 %                                                                                      |
| PIB per Cápita (Nominal) según el Banco Mundial                                               | Diferencia                                                                                    | 1,98                                                                                          | 2,07                                                                                          | 2,25                                                                                          | 2,38                                                                                          | 2,51                                                                                          | 2,65                                                                                          | 2,60                                                                                          | 2,64                                                                                          | 2,48                                                                                          | 2,41                                                                                          | 2,62                                                                                          |                                                                                               |
| PIB per Cápita (Nominal) según el Fondo Monetario Internacional                               | País                                                                                          | Año 2000                                                                                      | Año 2001                                                                                      | Año 2002                                                                                      | Año 2003                                                                                      | Año 2004                                                                                      | Año 2005                                                                                      | Año 2006                                                                                      | Año 2007                                                                                      | Año 2008                                                                                      | Año 2009                                                                                      | Año 2010                                                                                      | Crecimiento (2000 - 2010)                                                                     |
| PIB per Cápita (Nominal) según el Fondo Monetario Internacional                               | Perú                                                                                          | 1 940                                                                                         | 1 935                                                                                         | 2 017                                                                                         | 2 159                                                                                         | 2 408                                                                                         | 2 669                                                                                         | 3 106                                                                                         | 3 587                                                                                         | 4 210                                                                                         | 4 181                                                                                         | 5 057                                                                                         | + 160 %                                                                                       |
| PIB per Cápita (Nominal) según el Fondo Monetario Internacional                               | Bolivia                                                                                       | 994                                                                                           | 949                                                                                           | 904                                                                                           | 908                                                                                           | 968                                                                                           | 1 037                                                                                         | 1 226                                                                                         | 1 383                                                                                         | 1 729                                                                                         | 1 769                                                                                         | 1 972                                                                                         | + 98,3 %                                                                                      |
| PIB per Cápita (Nominal) según el Fondo Monetario Internacional                               | Diferencia                                                                                    | 1,95                                                                                          | 2,03                                                                                          | 2,23                                                                                          | 2,37                                                                                          | 2,48                                                                                          | 2,57                                                                                          | 2,53                                                                                          | 2,59                                                                                          | 2,43                                                                                          | 2,36                                                                                          | 2,56                                                                                          |                                                                                               |
| PIB PER CÁPITA (PPA) DURANTE LA DÉCADA DE 2000 (2000 - 2009) (en dólares estadounidenses)     |                                                                                               |                                                                                               |                                                                                               |                                                                                               |                                                                                               |                                                                                               |                                                                                               |                                                                                               |                                                                                               |                                                                                               |                                                                                               |                                                                                               |                                                                                               |
| PIB per Cápita (PPA) según el Banco Mundial                                                   | País                                                                                          | Año 2000                                                                                      | Año 2001                                                                                      | Año 2002                                                                                      | Año 2003                                                                                      | Año 2004                                                                                      | Año 2005                                                                                      | Año 2006                                                                                      | Año 2007                                                                                      | Año 2008                                                                                      | Año 2009                                                                                      | Año 2010                                                                                      | Crecimiento (2000 - 2010)                                                                     |
| PIB per Cápita (PPA) según el Banco Mundial                                                   | Perú                                                                                          | 5 000                                                                                         | 5 076                                                                                         | 5 373                                                                                         | 5 647                                                                                         | 6 027                                                                                         | 6 548                                                                                         | 7 198                                                                                         | 7 961                                                                                         | 8 791                                                                                         | 8 881                                                                                         | 9 664                                                                                         | + 93,2 %                                                                                      |
| PIB per Cápita (PPA) según el Banco Mundial                                                   | Bolivia                                                                                       | 3 364                                                                                         | 3 436                                                                                         | 3 514                                                                                         | 3 617                                                                                         | 3 802                                                                                         | 4 025                                                                                         | 4 273                                                                                         | 4 509                                                                                         | 4 794                                                                                         | 4 902                                                                                         | 5 079                                                                                         | + 50,9 %                                                                                      |
| PIB per Cápita (PPA) según el Banco Mundial                                                   | Diferencia                                                                                    | 1,48                                                                                          | 1,47                                                                                          | 1,52                                                                                          | 1,56                                                                                          | 1,58                                                                                          | 1,62                                                                                          | 1,68                                                                                          | 1,76                                                                                          | 1,83                                                                                          | 1,81                                                                                          | 1,90                                                                                          |                                                                                               |
| PIB per Cápita (PPA) según el Fondo Monetario Internacional                                   | País                                                                                          | Año 2000                                                                                      | Año 2001                                                                                      | Año 2002                                                                                      | Año 2003                                                                                      | Año 2004                                                                                      | Año 2005                                                                                      | Año 2006                                                                                      | Año 2007                                                                                      | Año 2008                                                                                      | Año 2009                                                                                      | Año 2010                                                                                      | Crecimiento (2000 - 2010)                                                                     |
| PIB per Cápita (PPA) según el Fondo Monetario Internacional                                   | Perú                                                                                          | 5 105                                                                                         | 5 176                                                                                         | 5 466                                                                                         | 5 728                                                                                         | 6 094                                                                                         | 6 595                                                                                         | 7 222                                                                                         | 7 956                                                                                         | 8 748                                                                                         | 8 802                                                                                         | 9 542                                                                                         | + 86,9 %                                                                                      |
| PIB per Cápita (PPA) según el Fondo Monetario Internacional                                   | Bolivia                                                                                       | 3 428                                                                                         | 3 498                                                                                         | 3 575                                                                                         | 3 677                                                                                         | 3 864                                                                                         | 4 089                                                                                         | 4 342                                                                                         | 4 585                                                                                         | 4 878                                                                                         | 4 992                                                                                         | 5 177                                                                                         | + 51,0 %                                                                                      |
| PIB per Cápita (PPA) según el Fondo Monetario Internacional                                   | Diferencia                                                                                    | 1,48                                                                                          | 1,47                                                                                          | 1,52                                                                                          | 1,55                                                                                          | 1,57                                                                                          | 1,61                                                                                          | 1,66                                                                                          | 1,73                                                                                          | 1,79                                                                                          | 1,76                                                                                          | 1,84                                                                                          |                                                                                               |

### Década de 2010
| PIB PER CÁPITA (NOMINAL) DURANTE LA DÉCADA DE 2010 (2010 - 2020) (en dólares estadounidenses) | PIB PER CÁPITA (NOMINAL) DURANTE LA DÉCADA DE 2010 (2010 - 2020) (en dólares estadounidenses) | PIB PER CÁPITA (NOMINAL) DURANTE LA DÉCADA DE 2010 (2010 - 2020) (en dólares estadounidenses) | PIB PER CÁPITA (NOMINAL) DURANTE LA DÉCADA DE 2010 (2010 - 2020) (en dólares estadounidenses) | PIB PER CÁPITA (NOMINAL) DURANTE LA DÉCADA DE 2010 (2010 - 2020) (en dólares estadounidenses) | PIB PER CÁPITA (NOMINAL) DURANTE LA DÉCADA DE 2010 (2010 - 2020) (en dólares estadounidenses) | PIB PER CÁPITA (NOMINAL) DURANTE LA DÉCADA DE 2010 (2010 - 2020) (en dólares estadounidenses) | PIB PER CÁPITA (NOMINAL) DURANTE LA DÉCADA DE 2010 (2010 - 2020) (en dólares estadounidenses) | PIB PER CÁPITA (NOMINAL) DURANTE LA DÉCADA DE 2010 (2010 - 2020) (en dólares estadounidenses) | PIB PER CÁPITA (NOMINAL) DURANTE LA DÉCADA DE 2010 (2010 - 2020) (en dólares estadounidenses) | PIB PER CÁPITA (NOMINAL) DURANTE LA DÉCADA DE 2010 (2010 - 2020) (en dólares estadounidenses) | PIB PER CÁPITA (NOMINAL) DURANTE LA DÉCADA DE 2010 (2010 - 2020) (en dólares estadounidenses) | PIB PER CÁPITA (NOMINAL) DURANTE LA DÉCADA DE 2010 (2010 - 2020) (en dólares estadounidenses) | PIB PER CÁPITA (NOMINAL) DURANTE LA DÉCADA DE 2010 (2010 - 2020) (en dólares estadounidenses) |
| PIB per Cápita (Nominal) según el Banco Mundial                                               | País                                                                                          | Año 2010                                                                                      | Año 2011                                                                                      | Año 2012                                                                                      | Año 2013                                                                                      | Año 2014                                                                                      | Año 2015                                                                                      | Año 2016                                                                                      | Año 2017                                                                                      | Año 2018                                                                                      | Año 2019                                                                                      | Año 2020                                                                                      | Crecimiento (2010 - 2020)                                                                     |
| --------------------------------------------------------------------------------------------- | --------------------------------------------------------------------------------------------- | --------------------------------------------------------------------------------------------- | --------------------------------------------------------------------------------------------- | --------------------------------------------------------------------------------------------- | --------------------------------------------------------------------------------------------- | --------------------------------------------------------------------------------------------- | --------------------------------------------------------------------------------------------- | --------------------------------------------------------------------------------------------- | --------------------------------------------------------------------------------------------- | --------------------------------------------------------------------------------------------- | --------------------------------------------------------------------------------------------- | --------------------------------------------------------------------------------------------- | --------------------------------------------------------------------------------------------- |
| PIB per Cápita (Nominal) según el Banco Mundial                                               | Perú                                                                                          | 5 047                                                                                         | 5 826                                                                                         | 6 475                                                                                         | 6 697                                                                                         | 6 614                                                                                         | 6 180                                                                                         | 6 163                                                                                         | 6 676                                                                                         | 6 912                                                                                         | 6 955                                                                                         | 6 063                                                                                         | + 20,1 %                                                                                      |
| PIB per Cápita (Nominal) según el Banco Mundial                                               | Bolivia                                                                                       | 1 922                                                                                         | 2 305                                                                                         | 2 562                                                                                         | 2 853                                                                                         | 3 022                                                                                         | 2 975                                                                                         | 3 013                                                                                         | 3 280                                                                                         | 3 471                                                                                         | 3 472                                                                                         | 3 068                                                                                         | + 60,0 %                                                                                      |
| PIB per Cápita (Nominal) según el Banco Mundial                                               | Diferencia                                                                                    | 2,62                                                                                          | 2,52                                                                                          | 2,52                                                                                          | 2,34                                                                                          | 2,18                                                                                          | 2,07                                                                                          | 2,04                                                                                          | 2,03                                                                                          | 1,99                                                                                          | 2,00                                                                                          | 1,97                                                                                          |                                                                                               |
| PIB per Cápita (Nominal) según el Fondo Monetario Internacional                               | País                                                                                          | Año 2010                                                                                      | Año 2011                                                                                      | Año 2012                                                                                      | Año 2013                                                                                      | Año 2014                                                                                      | Año 2015                                                                                      | Año 2016                                                                                      | Año 2017                                                                                      | Año 2018                                                                                      | Año 2019                                                                                      | Año 2020                                                                                      | Crecimiento (2010 - 2020)                                                                     |
| PIB per Cápita (Nominal) según el Fondo Monetario Internacional                               | Perú                                                                                          | 5 192                                                                                         | 5 913                                                                                         | 6 631                                                                                         | 6 904                                                                                         | 6 851                                                                                         | 6 413                                                                                         | 6 430                                                                                         | 6 965                                                                                         | 7 187                                                                                         | 7 233                                                                                         | 6 320                                                                                         | + 21,7 %                                                                                      |
| PIB per Cápita (Nominal) según el Fondo Monetario Internacional                               | Bolivia                                                                                       | 1 972                                                                                         | 2 368                                                                                         | 2 635                                                                                         | 2 938                                                                                         | 3 114                                                                                         | 3 069                                                                                         | 3 110                                                                                         | 3 388                                                                                         | 3 588                                                                                         | 3 591                                                                                         | 3 172                                                                                         | + 60,8 %                                                                                      |
| PIB per Cápita (Nominal) según el Fondo Monetario Internacional                               | Diferencia                                                                                    | 2,63                                                                                          | 2,50                                                                                          | 2,51                                                                                          | 2,35                                                                                          | 2,20                                                                                          | 2,08                                                                                          | 2,06                                                                                          | 2,05                                                                                          | 2,00                                                                                          | 2,01                                                                                          | 1,99                                                                                          |                                                                                               |
| PIB PER CÁPITA (PPA) DURANTE LA DÉCADA DE 2010 (2010 - 2019) (en dólares estadounidenses)     |                                                                                               |                                                                                               |                                                                                               |                                                                                               |                                                                                               |                                                                                               |                                                                                               |                                                                                               |                                                                                               |                                                                                               |                                                                                               |                                                                                               |                                                                                               |
| PIB per Cápita (PPA) según el Banco Mundial                                                   | País                                                                                          | Año 2010                                                                                      | Año 2011                                                                                      | Año 2012                                                                                      | Año 2013                                                                                      | Año 2014                                                                                      | Año 2015                                                                                      | Año 2016                                                                                      | Año 2017                                                                                      | Año 2018                                                                                      | Año 2019                                                                                      | Año 2020                                                                                      | Crecimiento (2010 - 2020)                                                                     |
| PIB per Cápita (PPA) según el Banco Mundial                                                   | Perú                                                                                          | 9 664                                                                                         | 10 400                                                                                        | 10 679                                                                                        | 11 196                                                                                        | 11 410                                                                                        | 11 481                                                                                        | 11 933                                                                                        | 12 442                                                                                        | 13 001                                                                                        | 13 275                                                                                        | 11 814                                                                                        | + 22,2 %                                                                                      |
| PIB per Cápita (PPA) según el Banco Mundial                                                   | Bolivia                                                                                       | 5 079                                                                                         | 5 364                                                                                         | 5 814                                                                                         | 6 500                                                                                         | 6 920                                                                                         | 6 992                                                                                         | 7 345                                                                                         | 8 244                                                                                         | 8 669                                                                                         | 8 890                                                                                         | 8 110                                                                                         | + 59,6 %                                                                                      |
| PIB per Cápita (PPA) según el Banco Mundial                                                   | Diferencia                                                                                    | 1,90                                                                                          | 1,93                                                                                          | 1,83                                                                                          | 1,72                                                                                          | 1,64                                                                                          | 1,64                                                                                          | 1,62                                                                                          | 1,50                                                                                          | 1,49                                                                                          | 1,49                                                                                          | 1,45                                                                                          |                                                                                               |
| PIB per Cápita (PPA) según el Fondo Monetario Internacional                                   | País                                                                                          | Año 2010                                                                                      | Año 2011                                                                                      | Año 2012                                                                                      | Año 2013                                                                                      | Año 2014                                                                                      | Año 2015                                                                                      | Año 2016                                                                                      | Año 2017                                                                                      | Año 2018                                                                                      | Año 2019                                                                                      | Año 2020                                                                                      | Crecimiento (2010 - 2020)                                                                     |
| PIB per Cápita (PPA) según el Fondo Monetario Internacional                                   | Perú                                                                                          | 9 799                                                                                         | 10 555                                                                                        | 10 936                                                                                        | 11 544                                                                                        | 11 816                                                                                        | 11 918                                                                                        | 12 451                                                                                        | 12 982                                                                                        | 13 550                                                                                        | 13 836                                                                                        | 12 306                                                                                        | + 25,5 %                                                                                      |
| PIB per Cápita (PPA) según el Fondo Monetario Internacional                                   | Bolivia                                                                                       | 5 177                                                                                         | 5 472                                                                                         | 5 937                                                                                         | 6 645                                                                                         | 7 080                                                                                         | 7 160                                                                                         | 7 528                                                                                         | 8 456                                                                                         | 8 887                                                                                         | 9 108                                                                                         | 8 306                                                                                         | + 60,4 %                                                                                      |
| PIB per Cápita (PPA) según el Fondo Monetario Internacional                                   | Diferencia                                                                                    | 1,89                                                                                          | 1,93                                                                                          | 1,84                                                                                          | 1,74                                                                                          | 1,67                                                                                          | 1,66                                                                                          | 1,65                                                                                          | 1,53                                                                                          | 1,52                                                                                          | 1,51                                                                                          | 1,48                                                                                          |                                                                                               |

### Década de 2020
| PIB PER CÁPITA (NOMINAL) DURANTE LA DÉCADA DE 2020 (2020-2029) (en dólares estadounidenses) | PIB PER CÁPITA (NOMINAL) DURANTE LA DÉCADA DE 2020 (2020-2029) (en dólares estadounidenses) | PIB PER CÁPITA (NOMINAL) DURANTE LA DÉCADA DE 2020 (2020-2029) (en dólares estadounidenses) | PIB PER CÁPITA (NOMINAL) DURANTE LA DÉCADA DE 2020 (2020-2029) (en dólares estadounidenses) | PIB PER CÁPITA (NOMINAL) DURANTE LA DÉCADA DE 2020 (2020-2029) (en dólares estadounidenses) | PIB PER CÁPITA (NOMINAL) DURANTE LA DÉCADA DE 2020 (2020-2029) (en dólares estadounidenses) | PIB PER CÁPITA (NOMINAL) DURANTE LA DÉCADA DE 2020 (2020-2029) (en dólares estadounidenses) | PIB PER CÁPITA (NOMINAL) DURANTE LA DÉCADA DE 2020 (2020-2029) (en dólares estadounidenses) | PIB PER CÁPITA (NOMINAL) DURANTE LA DÉCADA DE 2020 (2020-2029) (en dólares estadounidenses) | PIB PER CÁPITA (NOMINAL) DURANTE LA DÉCADA DE 2020 (2020-2029) (en dólares estadounidenses) | PIB PER CÁPITA (NOMINAL) DURANTE LA DÉCADA DE 2020 (2020-2029) (en dólares estadounidenses) | PIB PER CÁPITA (NOMINAL) DURANTE LA DÉCADA DE 2020 (2020-2029) (en dólares estadounidenses) | PIB PER CÁPITA (NOMINAL) DURANTE LA DÉCADA DE 2020 (2020-2029) (en dólares estadounidenses) | PIB PER CÁPITA (NOMINAL) DURANTE LA DÉCADA DE 2020 (2020-2029) (en dólares estadounidenses) |
| Según el BM                                                                                 | Año 2020                                                                                    | Año 2021                                                                                    | Año 2022                                                                                    | Año 2023                                                                                    | Año 2024                                                                                    | Año 2025                                                                                    | Año 2026                                                                                    | Año 2027                                                                                    | Año 2028                                                                                    | Año 2029                                                                                    | Año 2030                                                                                    | Crecimiento (2020 - 2023)                                                                   |                                                                                             |
| ------------------------------------------------------------------------------------------- | ------------------------------------------------------------------------------------------- | ------------------------------------------------------------------------------------------- | ------------------------------------------------------------------------------------------- | ------------------------------------------------------------------------------------------- | ------------------------------------------------------------------------------------------- | ------------------------------------------------------------------------------------------- | ------------------------------------------------------------------------------------------- | ------------------------------------------------------------------------------------------- | ------------------------------------------------------------------------------------------- | ------------------------------------------------------------------------------------------- | ------------------------------------------------------------------------------------------- | ------------------------------------------------------------------------------------------- | ------------------------------------------------------------------------------------------- |
| Perú                                                                                        | 6 133                                                                                       | 6 827                                                                                       | 7 363                                                                                       | 7 906                                                                                       | Sin cambios                                                                                 | Sin cambios                                                                                 | Sin cambios                                                                                 | Sin cambios                                                                                 | Sin cambios                                                                                 | Sin cambios                                                                                 | Sin cambios                                                                                 | + 28,8 %                                                                                    |                                                                                             |
| Bolivia                                                                                     | 3 099                                                                                       | 3 384                                                                                       | 3 643                                                                                       | 3 686                                                                                       | Sin cambios                                                                                 | Sin cambios                                                                                 | Sin cambios                                                                                 | Sin cambios                                                                                 | Sin cambios                                                                                 | Sin cambios                                                                                 | Sin cambios                                                                                 | + 20,6 %                                                                                    |                                                                                             |
| Diferencia                                                                                  | 1,97                                                                                        | 2,01                                                                                        | 2,02                                                                                        | 2,14                                                                                        | Sin cambios                                                                                 | Sin cambios                                                                                 | Sin cambios                                                                                 | Sin cambios                                                                                 | Sin cambios                                                                                 | Sin cambios                                                                                 | Sin cambios                                                                                 |                                                                                             |                                                                                             |
| Según el FMI                                                                                | Año 2020                                                                                    | Año 2021                                                                                    | Año 2022                                                                                    | Año 2023                                                                                    | Año 2024                                                                                    | Año 2025                                                                                    | Año 2026                                                                                    | Año 2027                                                                                    | Año 2028                                                                                    | Año 2029                                                                                    | Año 2030                                                                                    | Crecimiento (2020 - 2023)                                                                   |                                                                                             |
| Perú                                                                                        | 6 328                                                                                       | 6 849                                                                                       | 7 318                                                                                       | 7 929                                                                                       | 8 485                                                                                       | 8 814                                                                                       | 9 181                                                                                       | Sin cambios                                                                                 | Sin cambios                                                                                 | Sin cambios                                                                                 | Sin cambios                                                                                 | + 25,5 %                                                                                    |                                                                                             |
| Bolivia                                                                                     | 3 172                                                                                       | 3 449                                                                                       | 3 706                                                                                       | 3 748                                                                                       | 3 938                                                                                       | 4 525                                                                                       | 5 211                                                                                       | Sin cambios                                                                                 | Sin cambios                                                                                 | Sin cambios                                                                                 | Sin cambios                                                                                 | + 20,7 %                                                                                    |                                                                                             |
| Diferencia                                                                                  | 1,99                                                                                        | 1,98                                                                                        | 1,98                                                                                        | 2,07                                                                                        | 2,06                                                                                        | 2,03                                                                                        | 2,00                                                                                        | Sin cambios                                                                                 | Sin cambios                                                                                 | Sin cambios                                                                                 | Sin cambios                                                                                 |                                                                                             |                                                                                             |
| PIB PER CÁPITA (PPA) DURANTE LA DÉCADA DE 2020 (2020-2029) (en dólares estadounidenses)     |                                                                                             |                                                                                             |                                                                                             |                                                                                             |                                                                                             |                                                                                             |                                                                                             |                                                                                             |                                                                                             |                                                                                             |                                                                                             |                                                                                             |                                                                                             |
| Según el BM                                                                                 | Año 2020                                                                                    | Año 2021                                                                                    | Año 2022                                                                                    | Año 2023                                                                                    | Año 2024                                                                                    | Año 2025                                                                                    | Año 2026                                                                                    | Año 2027                                                                                    | Año 2028                                                                                    | Año 2029                                                                                    | Año 2030                                                                                    | Crecimiento (2020 - 2022)                                                                   |                                                                                             |
| Perú                                                                                        | 12 563                                                                                      | 15 282                                                                                      | 16 657                                                                                      | 16 974                                                                                      | Sin cambios                                                                                 | Sin cambios                                                                                 | Sin cambios                                                                                 | Sin cambios                                                                                 | Sin cambios                                                                                 | Sin cambios                                                                                 | Sin cambios                                                                                 | + 34,9 %                                                                                    |                                                                                             |
| Bolivia                                                                                     | 8 294                                                                                       | 9 454                                                                                       | 10 372                                                                                      | 10 925                                                                                      | Sin cambios                                                                                 | Sin cambios                                                                                 | Sin cambios                                                                                 | Sin cambios                                                                                 | Sin cambios                                                                                 | Sin cambios                                                                                 | Sin cambios                                                                                 | + 30,6 %                                                                                    |                                                                                             |
| Diferencia                                                                                  | 1,51                                                                                        | 1,61                                                                                        | 1,60                                                                                        | 1,55                                                                                        | Sin cambios                                                                                 | Sin cambios                                                                                 | Sin cambios                                                                                 | Sin cambios                                                                                 | Sin cambios                                                                                 | Sin cambios                                                                                 | Sin cambios                                                                                 |                                                                                             |                                                                                             |
| Según el FMI                                                                                | Año 2020                                                                                    | Año 2021                                                                                    | Año 2022                                                                                    | Año 2023                                                                                    | Año 2024                                                                                    | Año 2025                                                                                    | Año 2026                                                                                    | Año 2027                                                                                    | Año 2028                                                                                    | Año 2029                                                                                    | Año 2030                                                                                    | Crecimiento (2020 - 2023)                                                                   |                                                                                             |
| Perú                                                                                        | 12 306                                                                                      | 14 416                                                                                      | 15 673                                                                                      | 15 995                                                                                      | 16 630                                                                                      | 17 205                                                                                      | 17 755                                                                                      | 18 323                                                                                      | 18 910                                                                                      | 19 520                                                                                      | Sin cambios                                                                                 | + 29,9 %                                                                                    |                                                                                             |
| Bolivia                                                                                     | 8 306                                                                                       | 9 085                                                                                       | 9 940                                                                                       | 10 412                                                                                      | 10 693                                                                                      | 10 978                                                                                      | 11 263                                                                                      | 11 568                                                                                      | 11 881                                                                                      | 12 204                                                                                      | Sin cambios                                                                                 | + 25,3 %                                                                                    |                                                                                             |
| Diferencia                                                                                  | 1,48                                                                                        | 1,58                                                                                        | 1,57                                                                                        | 1,53                                                                                        | 1,55                                                                                        | 1,56                                                                                        | 1,57                                                                                        | 1,58                                                                                        | 1,59                                                                                        | 1,59                                                                                        | Sin cambios                                                                                 |                                                                                             |                                                                                             |

### PIB (Nominal) de Bolivia y Perú por Departamentos
La siguiente tabla es una comparación económica entre ambos países y sus respectivos departamentos.
| Departamentos del Perú y de Bolivia según el tamaño de su economía (producto interno bruto) del año 2021                                   | Departamentos del Perú y de Bolivia según el tamaño de su economía (producto interno bruto) del año 2021 | Departamentos del Perú y de Bolivia según el tamaño de su economía (producto interno bruto) del año 2021 | Departamentos del Perú y de Bolivia según el tamaño de su economía (producto interno bruto) del año 2021 |
| Posición | Departamento                                                                                             | PIB 2021                                                                                                 | Pertenece a                                                                                              |
| --- | --- | --- | --- |
| 1.º | Lima | USD 95 615 millones                                                                                      | Perú |
| 2.º | Santa Cruz                                                                                               | USD 12 335 millones                                                                                      | Bolivia                                                                                                  |
| 3.º | Arequipa                                                                                                 | USD 12 214 millones                                                                                      | Perú |
| 4.º | La Paz                                                                                                   | USD 11 269 millones                                                                                      | Bolivia                                                                                                  |
| 5.º | Ica | USD 9 887 millones                                                                                       | Perú |
| 6.º | La Libertad                                                                                              | USD 9 795 millones                                                                                       | Perú |
| 7.º | Ancash                                                                                                   | USD 9 119 millones                                                                                       | Perú |
| 8.º | Piura | USD 8 781 millones                                                                                       | Perú |
| 9.º | Cusco | USD 7 589 millones                                                                                       | Perú |
| 10.º | Junín | USD 6 502 millones                                                                                       | Perú |
| 11.º | Cochabamba                                                                                               | USD 5 852 millones                                                                                       | Bolivia                                                                                                  |
| 12.º | Lambayeque                                                                                               | USD 5 242 millones                                                                                       | Perú |
| 13.º | Cajamarca                                                                                                | USD 5 068 millones                                                                                       | Perú |
| 14.º | Puno | USD 4 435 millones                                                                                       | Perú |
| 15.º | Moquegua                                                                                                 | USD 3 483 millones                                                                                       | Perú |
| 16.º | Apurímac                                                                                                 | USD 3 266 millones                                                                                       | Perú |
| 17.º | Loreto                                                                                                   | USD 3 107 millones                                                                                       | Perú |
| 18.º | Tacna | USD 3 085 millones                                                                                       | Perú |
| 19.º | Potosí                                                                                                   | USD 2 747 millones                                                                                       | Bolivia                                                                                                  |
| 20.º | Tarija                                                                                                   | USD 2 696 millones                                                                                       | Bolivia                                                                                                  |
| 21.º | Ayacucho                                                                                                 | USD 2 558 millones                                                                                       | Perú |
| 22.º | San Martín                                                                                               | USD 2 518 millones                                                                                       | Perú |
| 23.º | Huánuco                                                                                                  | USD 2 495 millones                                                                                       | Perú |
| 24.º | Pasco | USD 2 221 millones                                                                                       | Perú |
| 25.º | Chuquisaca                                                                                               | USD 2 130 millones                                                                                       | Bolivia                                                                                                  |
| 26.º | Oruro | USD 2 110 millones                                                                                       | Bolivia                                                                                                  |
| 27.º | Ucayali                                                                                                  | USD 1 887 millones                                                                                       | Perú |
| 28.º | Huancavelica                                                                                             | USD 1 615 millones                                                                                       | Perú |
| 29.º | Amazonas                                                                                                 | USD 1 350 millones                                                                                       | Perú |
| 30.º | Beni | USD 1 179 millones                                                                                       | Bolivia                                                                                                  |
| 31.º | Tumbes                                                                                                   | USD 1 121 millones                                                                                       | Perú |
| 32.º | Madre de Dios                                                                                            | USD 729 millones                                                                                         | Perú |
| 33.º | Pando | USD 385 millones                                                                                         | Bolivia                                                                                                  |
| Total | Perú | USD 223 284 millones                                                                                     | Promedio                                                                                                 |
| Total | Bolivia                                                                                                  | USD 40 703 millones                                                                                      | Promedio                                                                                                 |
| Fuente: Instituto Nacional de Estadística e Informática del Perú (INEI) (2023) Fuente: Instituto Nacional de Estadística de Bolivia (INE). | | | |

### Moneda
Comparando la moneda entre ambos países, la moneda boliviana es 4 años más antigua que la moneda peruana. Cabe recordar que el "Boliviano" ingresó en vigencia en todo el territorio boliviano a partir del 1 de enero de 1987, en cambio el "Sol" ingresó en vigencia en todo el territorio peruano a partir del 1 de julio de 1991. 
| Tipo de Cambio Promedio Anual del Boliviano frente al Dólar | Tipo de Cambio Promedio Anual del Boliviano frente al Dólar | Tipo de Cambio Promedio Anual del Sol Peruano frente al Dólar | Tipo de Cambio Promedio Anual del Sol Peruano frente al Dólar |
| Año                                                         | Tipo de Cambio Promedio · Bolivia                           | Año                                                           | Tipo de Cambio Promedio · Perú                                |
| ----------------------------------------------------------- | ----------------------------------------------------------- | ------------------------------------------------------------- | ------------------------------------------------------------- |
| 1980                                                        | 1 dólar = b$ 31,65 pesos bolivianos                         | 1980                                                          | 1 dólar = S/ 292 soles de oro                                 |
| 1981                                                        | 1 dólar = b$ 42,27 pesos bolivianos                         | 1981                                                          | 1 dólar = S/ 428 soles de oro                                 |
| 1982                                                        | 1 dólar = b$ 94,31 pesos bolivianos                         | 1982                                                          | 1 dólar = S/ 750 soles de oro                                 |
| 1983                                                        | 1 dólar = b$ 348,94 pesos bolivianos                        | 1983                                                          | 1 dólar = S/ 1 976 soles de oro                               |
| 1984                                                        | 1 dólar = b$ 5 158 pesos bolivianos                         | 1984                                                          | 1 dólar = S/ 3 926 soles de oro                               |
| 1985                                                        | 1 dólar = b$ 582 335 pesos bolivianos                       | 1985                                                          | 1 dólar = I/. 10,4 intis                                      |
| 1986                                                        | 1 dólar = b$ 1 918 750 pesos bolivianos                     | 1986                                                          | 1 dólar = I/. 14,2 intis                                      |
| 1987                                                        | 1 dólar = Bs 2,05 bolivianos                                | 1987                                                          | 1 dólar = I/. 16,6 intis                                      |
| 1988                                                        | 1 dólar = Bs 2,34 bolivianos                                | 1988                                                          | 1 dólar = I/. 128 intis                                       |
| 1989                                                        | 1 dólar = Bs 2,69 bolivianos                                | 1989                                                          | 1 dólar = I/. 2 624 intis                                     |
| 1990                                                        | 1 dólar = Bs 3,17 bolivianos                                | 1990                                                          | 1 dólar = I/. 187 548 intis                                   |
| 1991                                                        | 1 dólar = Bs 3,58 bolivianos                                | 1991                                                          | 1 dólar = I/. 772 549 intis                                   |
| 1992                                                        | 1 dólar = Bs 3,89 bolivianos                                | 1992                                                          | 1 dólar = S/ 1,24 soles                                       |
| 1993                                                        | 1 dólar = Bs 4,26 bolivianos                                | 1993                                                          | 1 dólar = S/ 1,98 soles                                       |
| 1994                                                        | 1 dólar = Bs 4,61 bolivianos                                | 1994                                                          | 1 dólar = S/ 2,19 soles                                       |
| 1995                                                        | 1 dólar = Bs 4,79 bolivianos                                | 1995                                                          | 1 dólar = S/ 2,24 soles                                       |
| 1996                                                        | 1 dólar = Bs 5,07 bolivianos                                | 1996                                                          | 1 dólar = S/ 2,44 soles                                       |
| 1997                                                        | 1 dólar = Bs 5,24 bolivianos                                | 1997                                                          | 1 dólar = S/ 2,66 soles                                       |
| 1998                                                        | 1 dólar = Bs 5,50 bolivianos                                | 1998                                                          | 1 dólar = S/ 2,92 soles                                       |
| 1999                                                        | 1 dólar = Bs 5,80 bolivianos                                | 1999                                                          | 1 dólar = S/ 3,38 soles                                       |
| 2000                                                        | 1 dólar = Bs 6,17 bolivianos                                | 2000                                                          | 1 dólar = S/ 3,48 soles                                       |
| 2001                                                        | 1 dólar = Bs 6,59 bolivianos                                | 2001                                                          | 1 dólar = S/ 3,50 soles                                       |
| 2002                                                        | 1 dólar = Bs 7,15 bolivianos                                | 2002                                                          | 1 dólar = S/ 3,51 soles                                       |
| 2003                                                        | 1 dólar = Bs 7,64 bolivianos                                | 2003                                                          | 1 dólar = S/ 3,47 soles                                       |
| 2004                                                        | 1 dólar = Bs 7,92 bolivianos                                | 2004                                                          | 1 dólar = S/ 3,41 soles                                       |
| 2005                                                        | 1 dólar = Bs 8,04 bolivianos                                | 2005                                                          | 1 dólar = S/ 3,29 soles                                       |
| 2006                                                        | 1 dólar = Bs 7,96 bolivianos                                | 2006                                                          | 1 dólar = S/ 3,27 soles                                       |
| 2007                                                        | 1 dólar = Bs 7,79 bolivianos                                | 2007                                                          | 1 dólar = S/ 3,12 soles                                       |
| 2008                                                        | 1 dólar = Bs 7,18 bolivianos                                | 2008                                                          | 1 dólar = S/ 2,92 soles                                       |
| 2009                                                        | 1 dólar = Bs 6,96 bolivianos                                | 2009                                                          | 1 dólar = S/ 3,01 soles                                       |
| 2010                                                        | 1 dólar = Bs 6,96 bolivianos                                | 2010                                                          | 1 dólar = S/ 2,82 soles                                       |
| 2011                                                        | 1 dólar = Bs 6,88 bolivianos                                | 2011                                                          | 1 dólar = S/ 2,75 soles                                       |
| 2012                                                        | 1 dólar = Bs 6,86 bolivianos                                | 2012                                                          | 1 dólar = S/ 2,63 soles                                       |
| 2013                                                        | 1 dólar = Bs 6,86 bolivianos                                | 2013                                                          | 1 dólar = S/ 2,70 soles                                       |
| 2014                                                        | 1 dólar = Bs 6,86 bolivianos                                | 2014                                                          | 1 dólar = S/ 2,83 soles                                       |
| 2015                                                        | 1 dólar = Bs 6,86 bolivianos                                | 2015                                                          | 1 dólar = S/ 3,18 soles                                       |
| 2016                                                        | 1 dólar = Bs 6,86 bolivianos                                | 2016                                                          | 1 dólar = S/ 3,37 soles                                       |
| 2017                                                        | 1 dólar = Bs 6,86 bolivianos                                | 2017                                                          | 1 dólar = S/ 3,26 soles                                       |
| 2018                                                        | 1 dólar = Bs 6,86 bolivianos                                | 2018                                                          | 1 dólar = S/ 3,28 soles                                       |
| 2019                                                        | 1 dólar = Bs 6,86 bolivianos                                | 2019                                                          | 1 dólar = S/ 3,33 soles                                       |
| 2020                                                        | 1 dólar = Bs 6,86 bolivianos                                | 2020                                                          | 1 dólar = S/ 3,49 soles                                       |
| 2021                                                        | 1 dólar = Bs 6,86 bolivianos                                | 2021                                                          | 1 dólar = S/ 3,88 soles                                       |
| 2022                                                        | 1 dólar = Bs 6,86 bolivianos                                | 2022                                                          | 1 dólar = S/ 3,92 soles                                       |
| 2023                                                        | 1 dólar = Bs 6,86 bolivianos                                | 2023                                                          | 1 dólar = S/ 3,84 soles                                       |
| Fuente: Fondo Monetario Internacional FMI (2023)            |                                                             |                                                               |                                                               |

## Pobreza
En cuanto al porcentaje de población que vive en la pobreza, en la actualidad Bolivia y Perú aún siguen siendo países pobres al igual que la mayoría de los países de América Latina, sin embargo cabe mencionar que desde comienzos del Siglo XXI ambas naciones han realizado grandes esfuerzos por tratar de disminuir la tasa de pobreza, ayudados también con el rápido crecimiento económico del Producto Interno Bruto (PIB) generado por los altos precios de las materias primas a nivel internacional.   

### Pobreza extrema en Perú y Bolivia
En el año 2000 alrededor de un 45% (casi la mitad) de la población boliviana vivía en la extrema pobreza pues si bien en la actualidad todavía existe pobreza en Bolivia sin embargo cabe mencionar que ésta ya no ésta en niveles altos debido a la drástica disminución que todo el país experimentó durante las últimas dos décadas pues en solo 21 años, la pobreza extrema en Bolivia disminuyó en 34 puntos porcentuales pasando de tener un 45% en el año 2000 a situarse solamente ya en un marginal 11% para el año 2021.
POBREZA EXTREMA EN BOLIVIA (2000-2021) 
(según los parámetros nacionales bolivianos)
Fuente: Instituto Nacional de Estadística de Bolivia (INE)
POBREZA EXTREMA EN PERÚ (2004-2023) 
(según los parámetros nacionales peruanos)
Fuente: Instituto Nacional de Estadística e Informática del Perú (INEI)

### Pobreza Moderada en Perú y Bolivia
POBREZA MODERADA EN BOLIVIA (2000-2021) 
(según los parámetros nacionales bolivianos)
Fuente: Instituto Nacional de Estadística de Bolivia (INE)
POBREZA MODERADA EN PERÚ (2004-2022) 
(según los parámetros nacionales peruanos)
Fuente: Instituto Nacional de Estadística e Informática del Perú (INE)

### Pobreza por ingreso de poder adquisitivo

#### Estándar de medición para países latinoamericanos
|  | 62,43 % |

|  | 86,52 % |

|  | 58,03 % |

|  | 85,80 % |

|  | 26,43 % |

|  | 55,40 % |

|  | 25,86 % |

|  | 49,54 % |

|  | 23,46 % |

|  | 46,73 % |

|  | 21,06 % |

|  | 44,22 % |

|  | 17,37 % |

|  | 42,70 % |

|  | 15,48 % |

|  | 42,09 % |

|  | 14,44 % |

|  | 38,82 % |

|  | 14,39 % |

|  | 34,62 % |

|  | 10,58 % |

|  | 32,55 % |

|  | 9,93 % |

|  | 28,76 % |

|  | 6,59 % |

|  | 28,03 % |

|  | 6,20 % |

|  | 23,79 % |

|  | 5,95 % |

|  | 22,31 % |

|  | 5,34 % |

|  | 19,83 % |

|  | 5,32 % |

|  | 18,73 % |

|  | 5,17 % |

|  | 17,04 % |

|  | 3,74 % |

|  | 14,08 % |

|  | 3,46 % |

|  | 12,08 % |

|  | 1,68 % |

|  | 8,01 % |

|  | 0,88 % |

|  | 7,19 % |

### Gas natural en Bolivia y Perú
Cabe mencionar que a diferencia del Perú, Bolivia es una "antigua potencia gasífera continental" pues los bolivianos están extrayendo el gas natural ya desde la década de 1950 cuando ya durante aquella época lograron en el año 1952 producir sus primeros metros cúbicos de gas. Sin embargo, sería a partir de la década de 1970 cuando los bolivianos comenzaron recién a explotar el gas natural pero esta vez ya en grandes cantidades lo que les permitió no solo abastecer todo el mercado interno de Bolivia sino también tener un importante excedente que fue exportado a la Argentina durante 27 largos años desde 1972 hasta 1999.

## Industria

### Industria cementera en Bolivia y Perú
Ambos países han logrado desarrollar su propia industria cementera y están entre los más grandes países productores de cemento per cápita de toda América Latina. 
| PAÍSES DE AMÉRICA LATINA Y EL CARIBE SEGÚN SU PRODUCCIÓN ANUAL DE CEMENTO | PAÍSES DE AMÉRICA LATINA Y EL CARIBE SEGÚN SU PRODUCCIÓN ANUAL DE CEMENTO | PAÍSES DE AMÉRICA LATINA Y EL CARIBE SEGÚN SU PRODUCCIÓN ANUAL DE CEMENTO | PAÍSES DE AMÉRICA LATINA Y EL CARIBE SEGÚN SU PRODUCCIÓN ANUAL DE CEMENTO PER CÁPITA | PAÍSES DE AMÉRICA LATINA Y EL CARIBE SEGÚN SU PRODUCCIÓN ANUAL DE CEMENTO PER CÁPITA | PAÍSES DE AMÉRICA LATINA Y EL CARIBE SEGÚN SU PRODUCCIÓN ANUAL DE CEMENTO PER CÁPITA | PAÍSES DE AMÉRICA LATINA Y EL CARIBE SEGÚN SU PRODUCCIÓN ANUAL DE CEMENTO PER CÁPITA | PAÍSES DE AMÉRICA LATINA Y EL CARIBE SEGÚN SU PRODUCCIÓN ANUAL DE CEMENTO PER CÁPITA |
| N.                                                                        | País                                                                      | Producción de Cemento en Toneladas (2021)                                 | N.                                                                                   | País                                                                                 | Producción de Cemento per cápita en Kilogramos (2021)                                | Población 2021 (Habitantes)                                                          |                                                                                      |
| ------------------------------------------------------------------------- | ------------------------------------------------------------------------- | ------------------------------------------------------------------------- | ------------------------------------------------------------------------------------ | ------------------------------------------------------------------------------------ | ------------------------------------------------------------------------------------ | ------------------------------------------------------------------------------------ | ------------------------------------------------------------------------------------ |
| 1º                                                                        | Brasil                                                                    | 60 772 000 toneladas                                                      | 1º                                                                                   | Barbados                                                                             | 768 kilos por habitante                                                              | 281 200                                                                              |                                                                                      |
| 2º                                                                        | México                                                                    | 51 745 000 toneladas                                                      | 2º                                                                                   | República Dominicana                                                                 | 590 kilos por habitante                                                              | 11 117 873                                                                           |                                                                                      |
| 3º                                                                        | Colombia                                                                  | 13 797 000 toneladas                                                      | 3º                                                                                   | Trinidad y Tobago                                                                    | 473 kilos por habitante                                                              | 1 525 663                                                                            |                                                                                      |
| 4º                                                                        | Perú                                                                      | 12 855 000 toneladas                                                      | 4º                                                                                   | México                                                                               | 408 kilos por habitante                                                              | 126 705 138                                                                          |                                                                                      |
| 5º                                                                        | Argentina                                                                 | 12 117 000 toneladas                                                      | 5º                                                                                   | Perú                                                                                 | 381 kilos por habitante                                                              | 33 715 471                                                                           |                                                                                      |
| 6º                                                                        | República Dominicana                                                      | 6 562 000 toneladas                                                       | 6º                                                                                   | Jamaica                                                                              | 346 kilos por habitante                                                              | 2 740 000                                                                            |                                                                                      |
| 7º                                                                        | Ecuador                                                                   | 5 422 000 toneladas                                                       | 7º                                                                                   | Ecuador                                                                              | 304 kilos por habitante                                                              | 17 797 737                                                                           |                                                                                      |
| 8º                                                                        | Chile                                                                     | 4 750 000 toneladas                                                       | 8º                                                                                   | Bolivia                                                                              | 300 kilos por habitante                                                              | 12 079 472                                                                           |                                                                                      |
| 9º                                                                        | Guatemala                                                                 | 4 137 000 toneladas                                                       | 9º                                                                                   | Brasil                                                                               | 283 kilos por habitante                                                              | 214 326 223                                                                          |                                                                                      |
| 10º                                                                       | Bolivia                                                                   | 3 607 000 toneladas                                                       | 10º                                                                                  | Colombia                                                                             | 270 kilos por habitante                                                              | 51 049 000                                                                           |                                                                                      |
| 11º                                                                       | Venezuela                                                                 | 2 560 000 toneladas                                                       | 11º                                                                                  | Argentina                                                                            | 264 kilos por habitante                                                              | 45 808 747                                                                           |                                                                                      |
| 12º                                                                       | Honduras                                                                  | 1 650 000 toneladas                                                       | 12º                                                                                  | Uruguay                                                                              | 260 kilos por habitante                                                              | 3 426 260                                                                            |                                                                                      |
| 13º                                                                       | El Salvador                                                               | 1 520 000 toneladas                                                       | 13º                                                                                  | Chile                                                                                | 243 kilos por habitante                                                              | 19 493 184                                                                           |                                                                                      |
| 14º                                                                       | Cuba                                                                      | 1 320 000 toneladas                                                       | 14º                                                                                  | Guatemala                                                                            | 241 kilos por habitante                                                              | 17 608 483                                                                           |                                                                                      |
| 15º                                                                       | Paraguay                                                                  | 1 100 000 toneladas                                                       | 15º                                                                                  | El Salvador                                                                          | 240 kilos por habitante                                                              | 6 314 167                                                                            |                                                                                      |
| 16º                                                                       | Jamaica                                                                   | 979 000 toneladas                                                         | 16º                                                                                  | Costa Rica                                                                           | 188 kilos por habitante                                                              | 5 153 957                                                                            |                                                                                      |
| 17º                                                                       | Costa Rica                                                                | 975 000 toneladas                                                         | 17º                                                                                  | Panamá                                                                               | 188 kilos por habitante                                                              | 4 351 267                                                                            |                                                                                      |
| 18º                                                                       | Uruguay                                                                   | 893 000 toneladas                                                         | 18º                                                                                  | Honduras                                                                             | 163 kilos por habitante                                                              | 10 117 000                                                                           |                                                                                      |
| 19º                                                                       | Haití                                                                     | 840 000 toneladas                                                         | 19º                                                                                  | Paraguay                                                                             | 149 kilos por habitante                                                              | 7 353 000                                                                            |                                                                                      |
| 20º                                                                       | Panamá                                                                    | 821 000 toneladas                                                         | 20º                                                                                  | Cuba                                                                                 | 117 kilos por habitante                                                              | 11 256 372                                                                           |                                                                                      |
| 21º                                                                       | Trinidad y Tobago                                                         | 723 000 toneladas                                                         | 21º                                                                                  | Puerto Rico                                                                          | 98 kilos por habitante                                                               | 281 200                                                                              |                                                                                      |
| 22º                                                                       | Nicaragua                                                                 | 512 000 toneladas                                                         | 22º                                                                                  | Venezuela                                                                            | 90 kilos por habitante                                                               | 28 199 867                                                                           |                                                                                      |
| 23º                                                                       | Puerto Rico                                                               | 320 000 toneladas                                                         | 23º                                                                                  | Surinam                                                                              | 81 kilos por habitante                                                               | 612 985                                                                              |                                                                                      |
| 24º                                                                       | Barbados                                                                  | 216 000 toneladas                                                         | 24º                                                                                  | Nicaragua                                                                            | 74 kilos por habitante                                                               | 6 850 540                                                                            |                                                                                      |
| 25º                                                                       | Surinam                                                                   | 50 000 toneladas                                                          | 25º                                                                                  | Haití                                                                                | 73 kilos por habitante                                                               | 11 447 568                                                                           |                                                                                      |
| Fuente: Federación Interamericana del Cemento                             |                                                                           |                                                                           |                                                                                      |                                                                                      |                                                                                      |                                                                                      |                                                                                      |